# Artisanat traditionnel camerounais

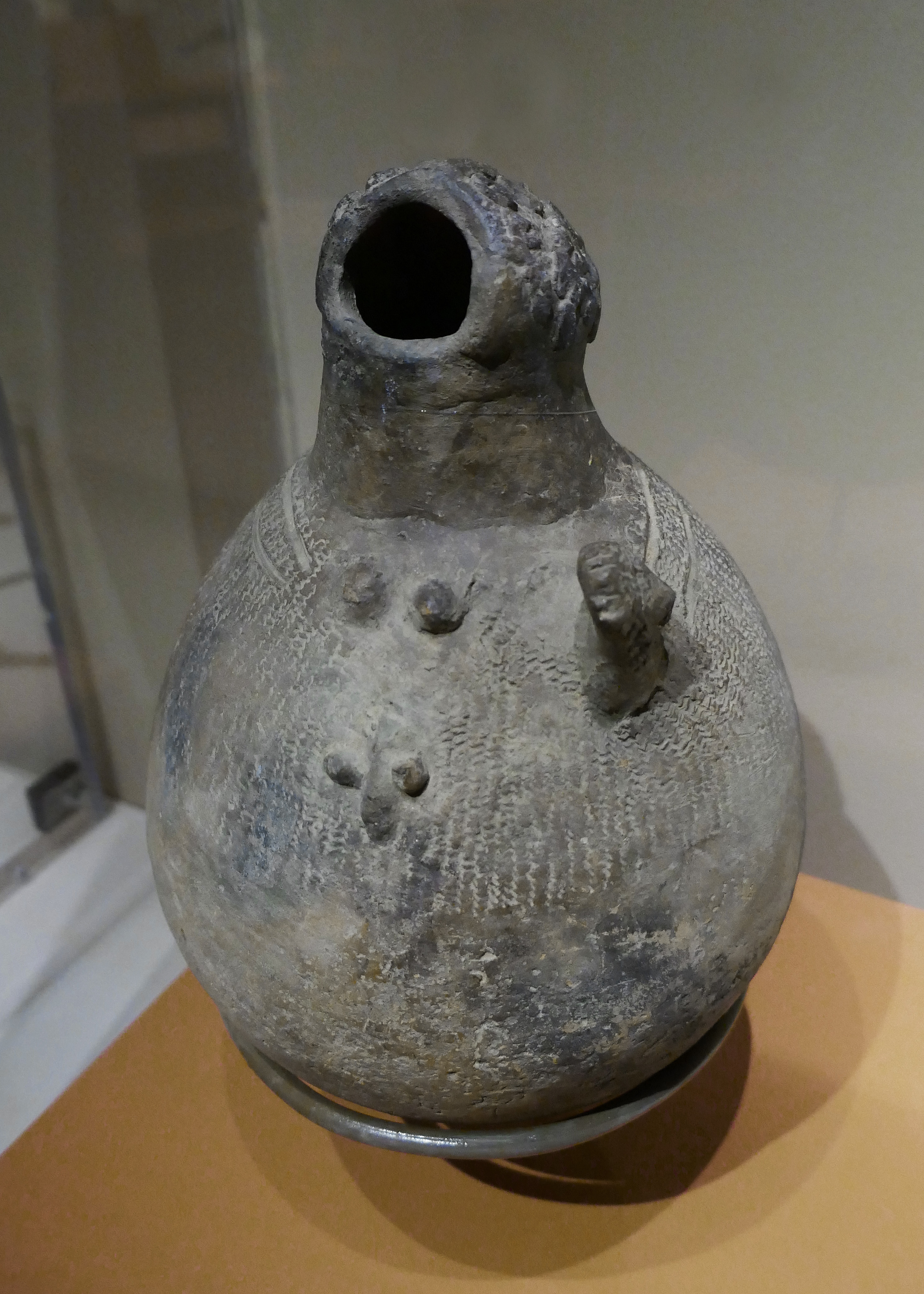
La Poterie sacrée (zighilè)

L'artisanat traditionnel camerounais témoignant de la richesse et de la diversité de ses peuples. L'artisanat camerounais se caractérise par son authenticité, sa créativité et son savoir-faire transmis de génération en génération, ils font partie intégrante du patrimoine culturel du pays. Les artisans locaux, par leur maîtrise des techniques traditionnelles, créent des objets uniques et souvent symboliques, reflétant les coutumes, les croyances et les valeurs de la société camerounaise. Que ce soit dans la sculpture sur bois, la poterie, le tissage, la forge ou d'autres formes d'artisans, l'artisanat camerounais est apprécié pour son esthétisme et sa contribution au développement économique des communautés locales.
L'héritage culturel continue de jouer un rôle important dans l'identité nationale et constitue une attraction touristique majeure, permettant aux visiteurs de découvrir la richesse et la diversité de l'artisanat et de la tradition camerounaise.

## Introduction à l'artisanat camerounais
L'artisanat camerounais occupe une place prépondérante dans la culture et le patrimoine du pays. Enraciné dans les coutumes et les traditions des différents groupes ethniques, il témoigne de la richesse et de la diversité de la société camerounaise. Au Cameroun, plus de 80% des artisans travaillent dans le secteur informel. Afin de rendre les produits de ce secteur compétitifs sur le marché mondial, les autorités ont établi l'ANOR (Agence des Normes et de la Qualité). Cette agence a pour responsabilité d'évaluer la qualité des produits disponibles pour les consommateurs et d'élaborer des normes de fabrication.
Son objectif est de garantir que les produits artisanaux répondent aux normes de qualité requises pour assurer la satisfaction des consommateurs, ainsi que les perspectives pour l'artisanat camerounais.

### Importance de l'artisanat dans la culture camerounaise
L'artisanat joue un rôle essentiel dans l'expression de l'identité culturelle camerounaise. Il est profondément enraciné dans les coutumes, les croyances et les pratiques traditionnelles des différents groupes ethniques du pays. Les objets artisanaux sont souvent imprégnés de symbolisme et de significations spécifiques, reflétant ainsi les valeurs et les modes de vie des communautés camerounaises.

### Évolution historique de l'artisanat au Cameroun
L'artisanat camerounais a une longue histoire qui remonte à des siècles. Au fil du temps, il a évolué en réponse aux changements sociaux, économiques et politiques du pays. Des influences extérieures, telles que les échanges commerciaux avec d'autres régions et cultures, ont également contribué à la diversité et à l'évolution de l'artisanat camerounais.
- Chefferies traditionnelles au Cameroun, Chefferie

### Principales techniques artisanales traditionnelles
L'artisanat traditionnel au Cameroun se caractérise par une variété de techniques et de matériaux uniques. Parmi les principales techniques artisanales traditionnelles, on trouve la sculpture sur bois, la vannerie, la poterie, la teinture, la forge et bien d'autres encore. Chacune de ces techniques est pratiquée avec habileté par les artisans qui ont hérité de leur savoir-faire de génération en génération. De plus, l'utilisation de matériaux emblématiques tels que le bois, le raphia, l'argile, les pigments naturels et les tissus traditionnels confèrent aux créations artisanales une esthétique spécifique et authentique.
- Art au Cameroun
- Céramique d'Afrique subsaharienne

### Matériaux emblématiques utilisés dans l'artisanat
Les matériaux emblématiques utilisés dans l'artisanat camerounais reflètent la diversité et la richesse des ressources naturelles disponibles dans le pays. Ces matériaux sont utilisés avec habileté par les artisans pour créer des objets uniques et authentiques qui représentent les traditions et la culture camerounaises. Voici quelques-uns des matériaux les plus emblématiques utilisés dans l'artisanat camerounais :
Bois
Le bois est l'un des matériaux les plus utilisés dans l'artisanat camerounais. Les artisans utilisent une variété de bois locaux tels que l'iroko, l'acajou, l'ekop, le bubinga et le moabi. Le bois est sculpté, taillé ou gravé pour créer des masques, des sculptures, des ustensiles de cuisine, des instruments de musique et bien d'autres objets.
Raphia
Le raphia est une fibre végétale largement utilisée dans l'artisanat camerounais, en particulier dans les techniques de vannerie. Les artisans tressent le raphia pour créer des paniers, des natte et des chapeaux. Le raphia est également utilisé pour la fabrication de textiles, de cordes et de matériaux de construction traditionnels.
Argile
L'argile est utilisée dans l'artisanat de la poterie au Cameroun depuis des siècles. Les artisans façonnent l'argile pour créer des poteries de formes et de tailles variées, allant des pots et des vases aux sculptures figuratives. Ces poteries sont souvent décorées avec des motifs traditionnels qui reflètent la culture et les coutumes locales.
Écorce
L'écorce d'arbre est utilisée dans l'artisanat camerounais pour la création d'objets tels que les masques. L'écorce peut être sculptée, peinte ou gravée pour représenter des visages ou des symboles traditionnels. Cela donne aux masques une texture et une apparence distinctives, en utilisant les motifs naturels de l'écorce.
Perles
Les perles sont souvent utilisées dans la fabrication de bijoux et d'accessoires dans l'artisanat camerounais. Les artisans utilisent une variété de perles colorées, fabriquées à partir de matériaux tels que le verre, la céramique ou les coquillages. Les perles sont cousues ou tressées avec d'autres matériaux pour créer des colliers, des bracelets, des boucles d'oreilles et d'autres ornements.

### Tissus traditionnels
Les tissus traditionnels jouent un rôle central dans l'artisanat camerounais, notamment dans la confection de vêtements et de textiles décoratifs. Les artisans utilisent des tissus tels que le ndop, le kente, le bazin, le kaba et le tissu bogolan pour créer des motifs et des designs uniques. La teinture à l'indigo est également une technique traditionnelle utilisée pour colorer les tissus.

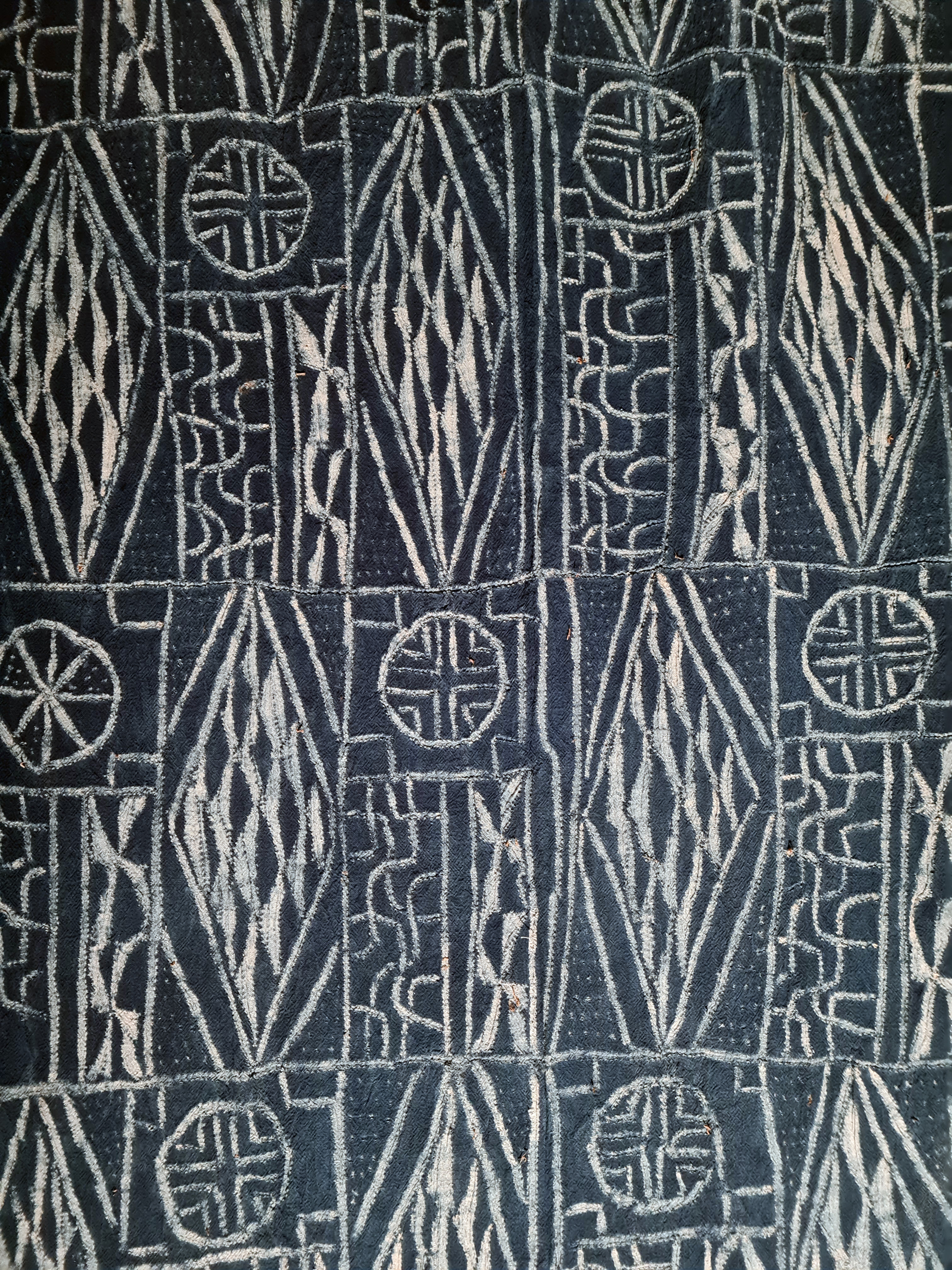
Fichier:Tissu_ndop_de_Batié_(détail).jpgOriginaire du département des Hauts-Plateaux, Région de l'Ouest (Cameroun)
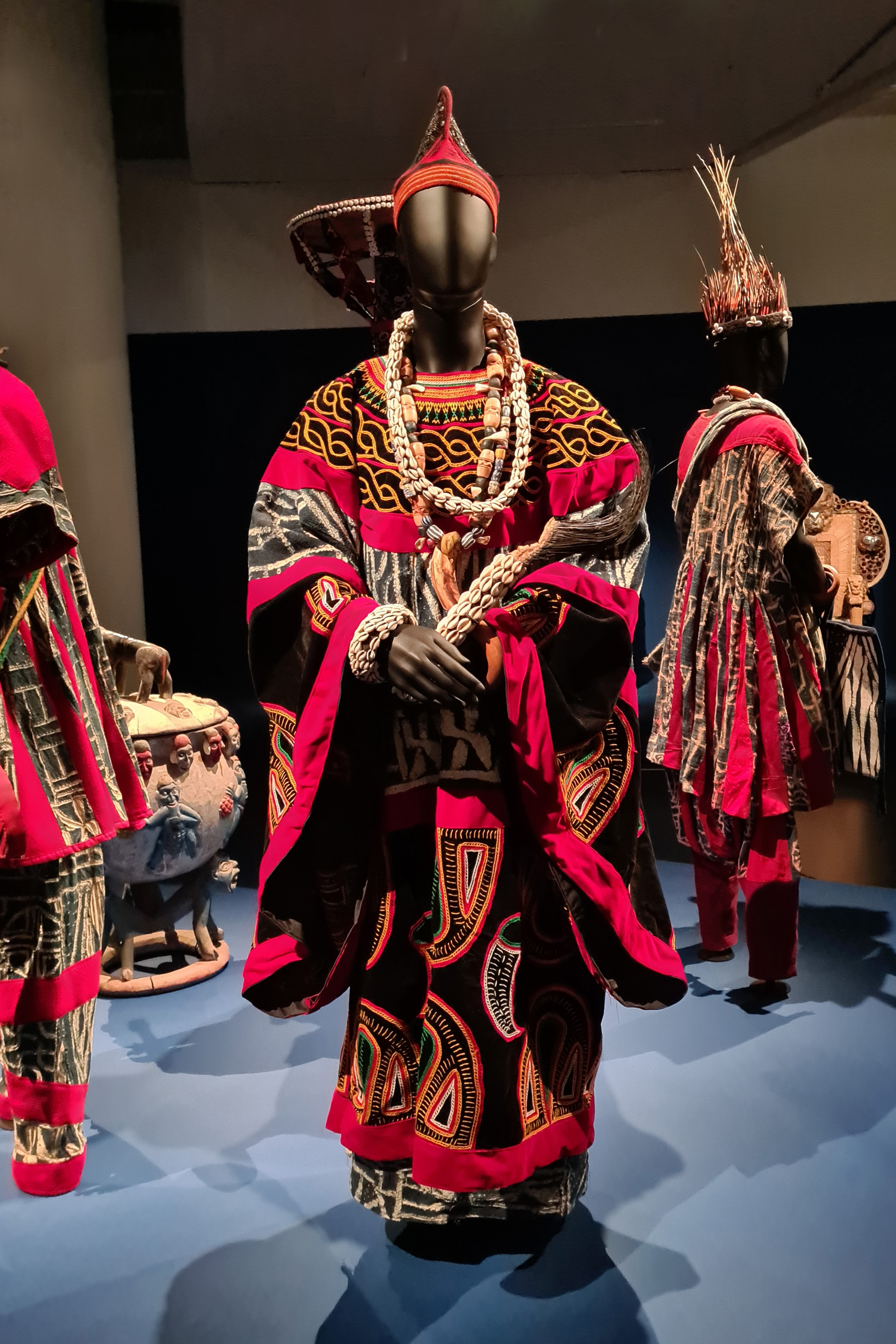
Fichier:Costume_du_chef_de_Bawock_(Cameroun).jpgTissu conçu à base de perles de verre, cauris, ivoire, bois, queue de cheval et dent. Originaire du département du Mezam, Région du Nord-Ouest, Cameroun.
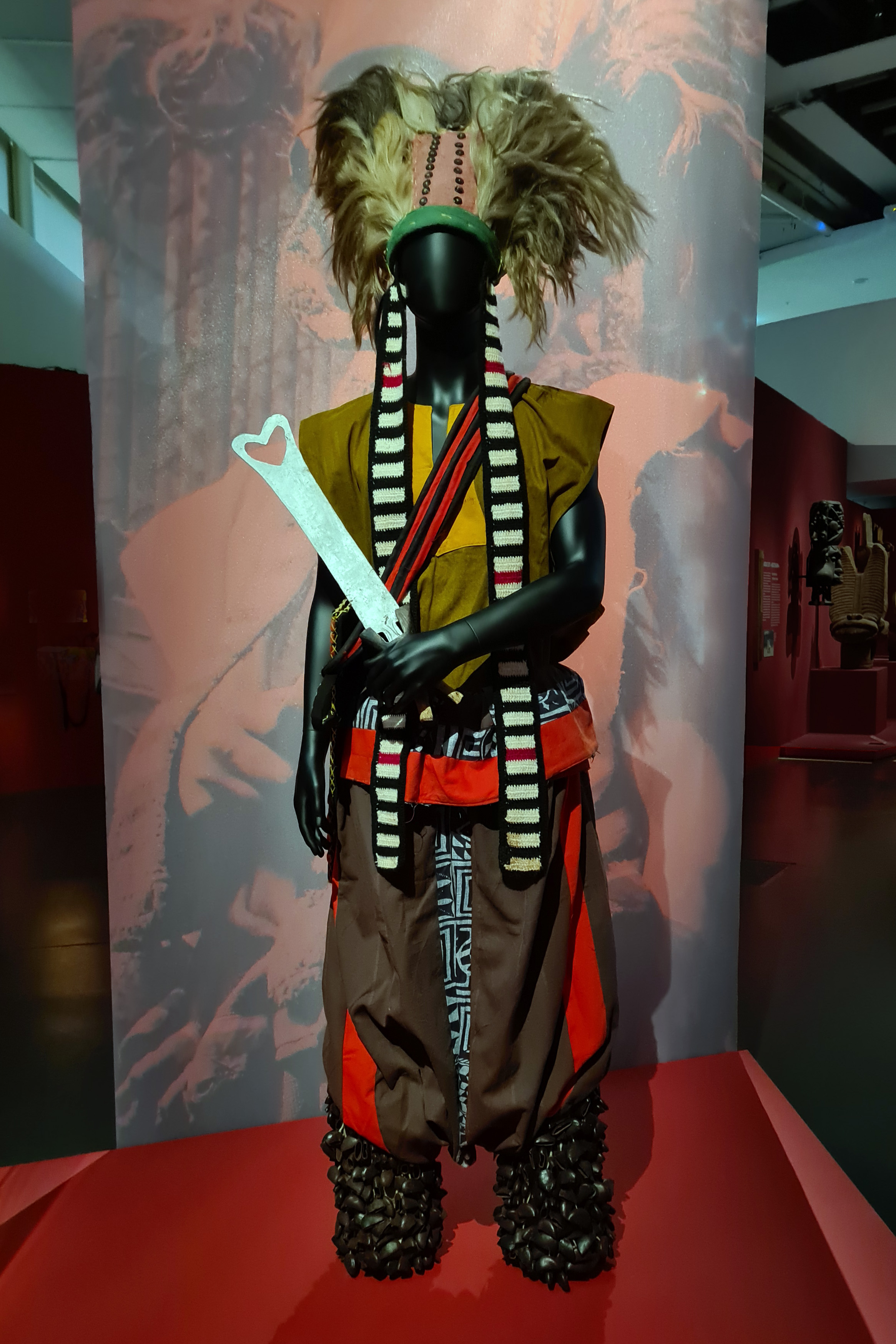
Fichier:Costume_du_Mandjong-Batoufam.jpgTissu conçu à base de poils, fibres végétales, tissu, matériaux divers et de coques. Originaire du département du Koung-Khi, Région de l'Ouest, Cameroun
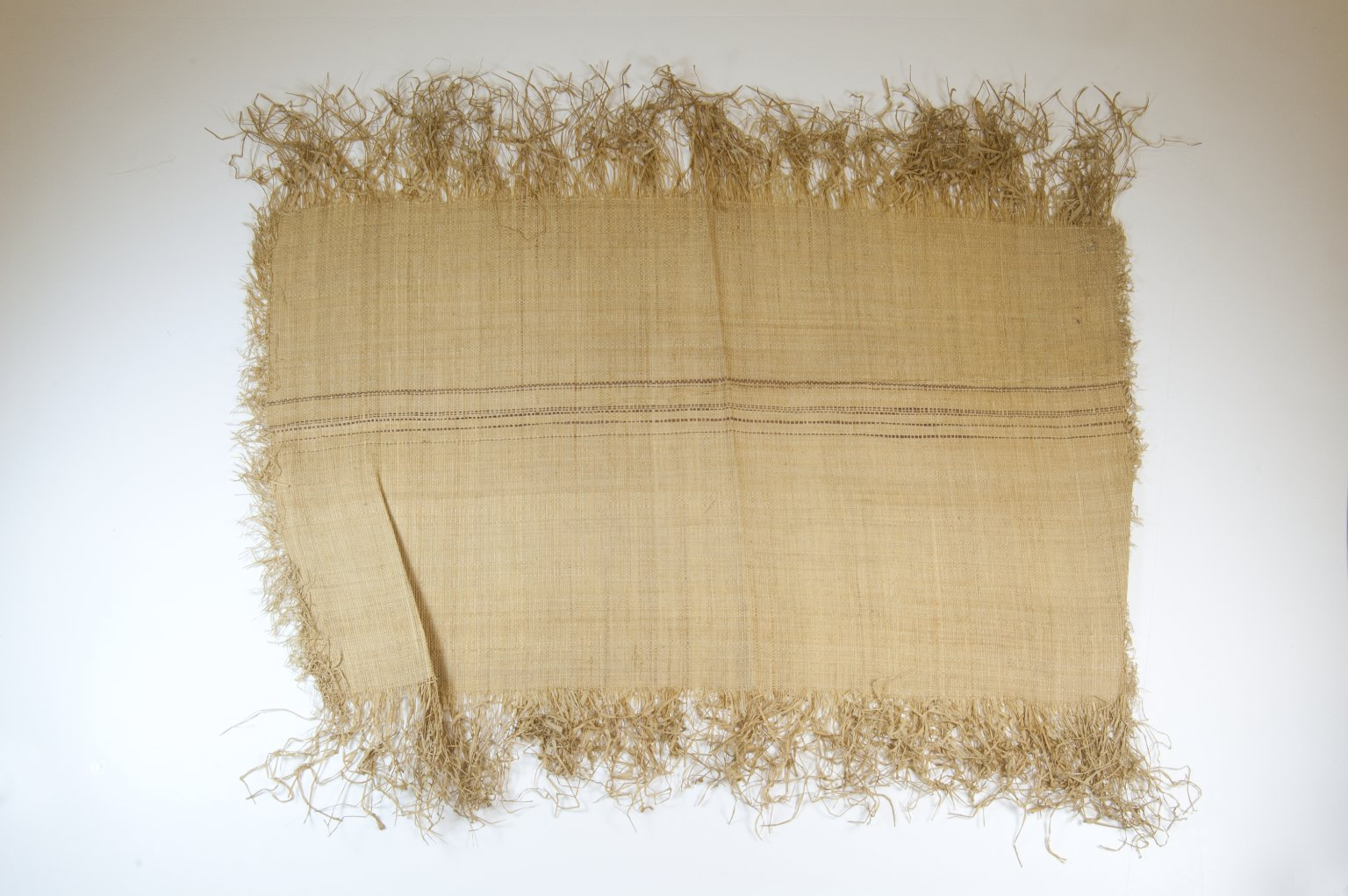

- Fichier:Brooklyn_Museum_22.469.1_Raffia_Cloth.jpg

Ces matériaux emblématiques utilisés dans l'artisanat camerounais témoignent de la créativité des artisans locaux et de leur capacité à transformer les ressources naturelles en œuvres d'art uniques. Ces matériaux, associés aux techniques traditionnelles de fabrication, contribuent à préserver et à transmettre les traditions culturelles du Cameroun à travers l'artisanat.

## Les formes d'artisanat régionales
Le Cameroun regorge de diversité régionale, ce qui se reflète également dans les formes d'artisanat propres à chaque région. L'article examine trois principales régions en mettant en évidence l'artisanat du Nord, du Sud, l'Ouest et de l'est du pays.
Chaque région présente des traditions artisanales distinctives, des techniques spécifiques et des matériaux emblématiques qui en font des expressions uniques de l'artisanat camerounais.

Ténues traditionnelles conçue à base de plume
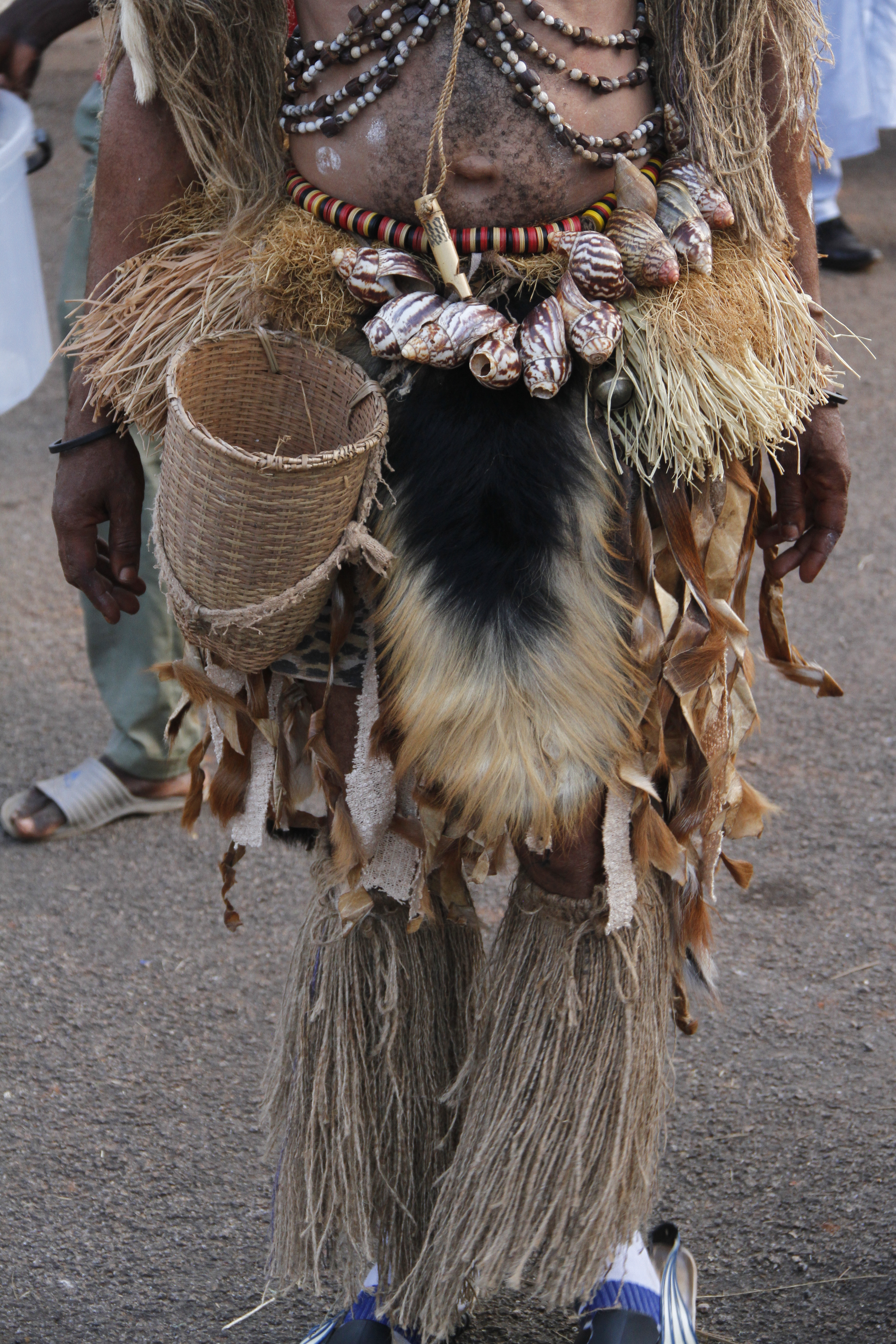
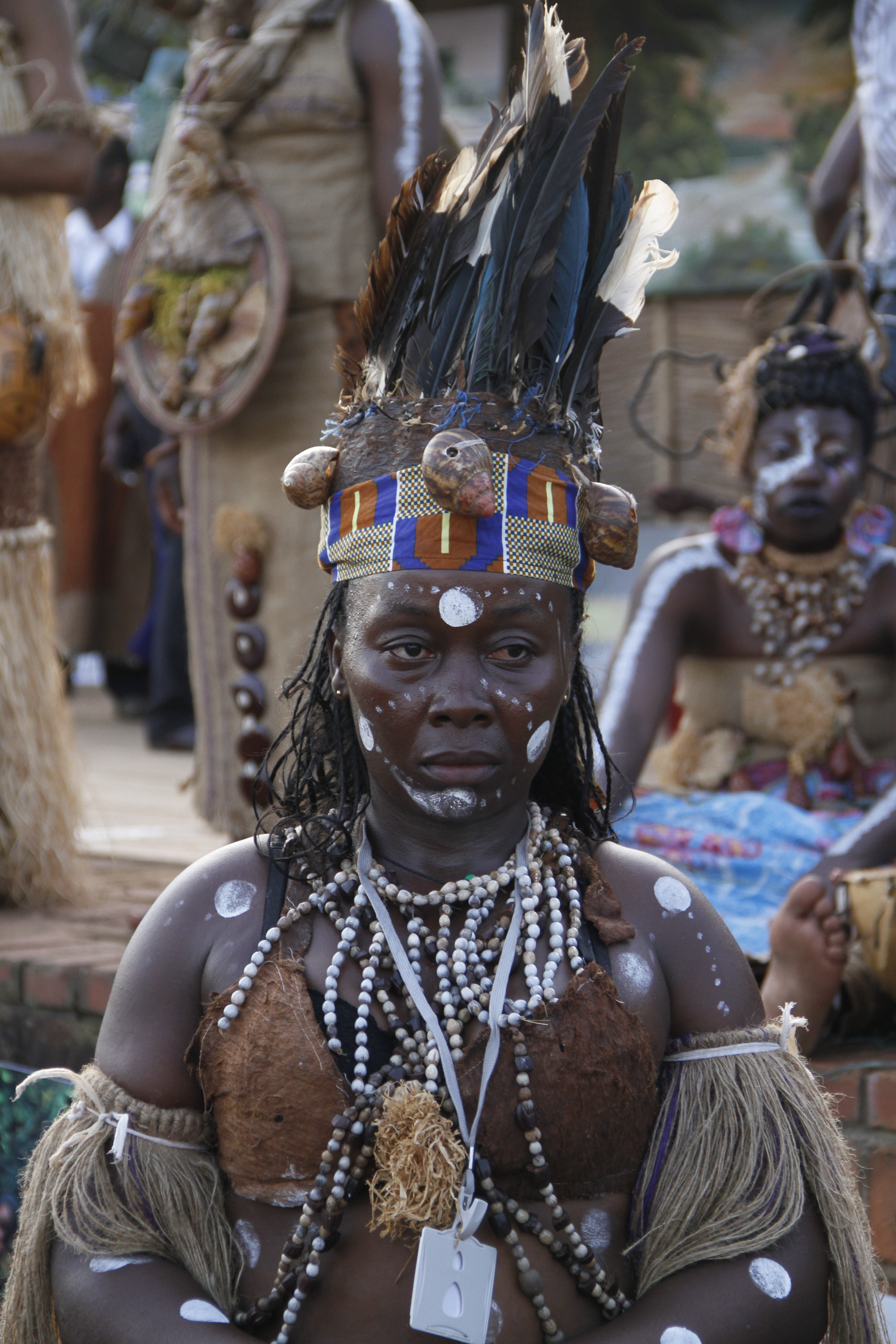
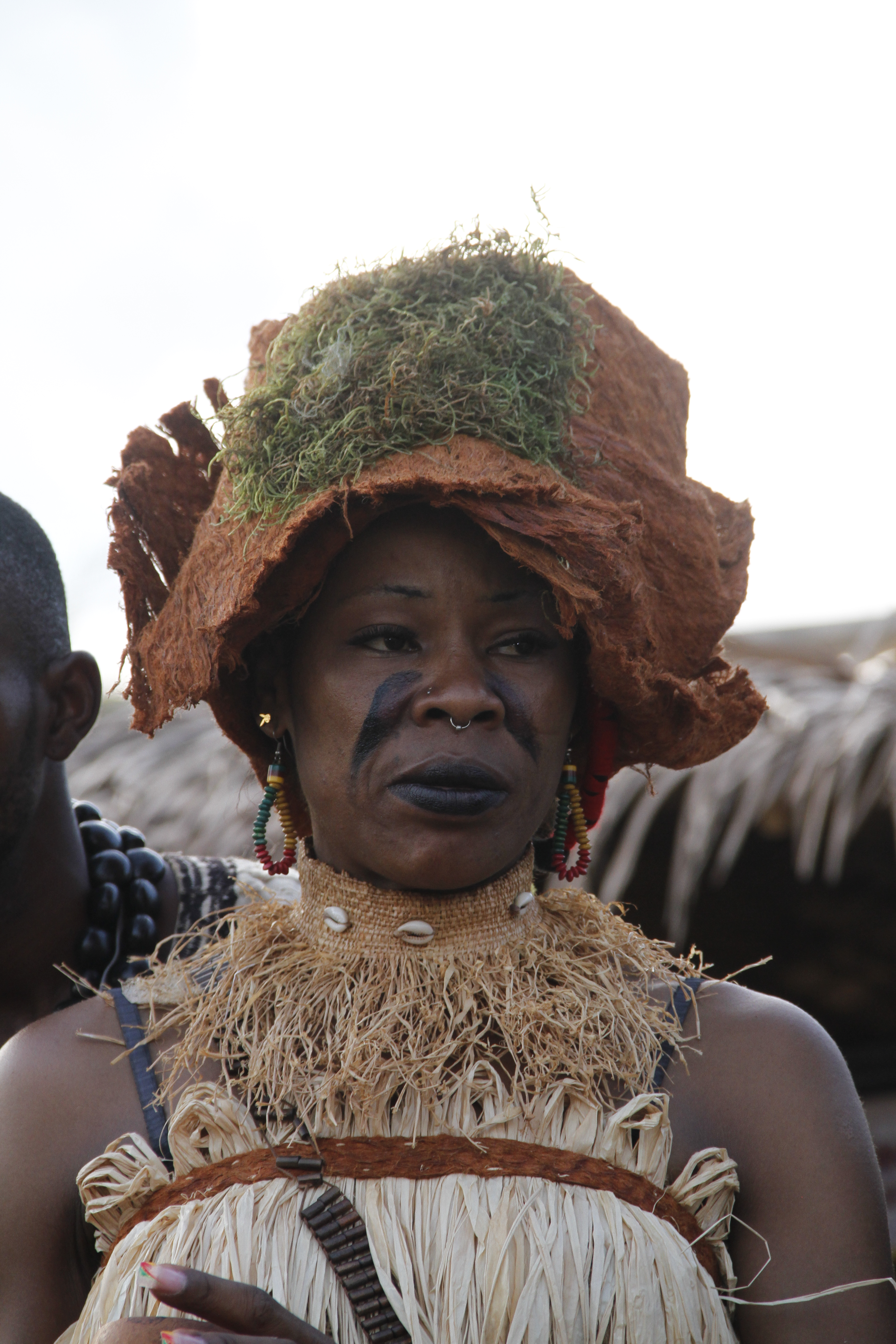
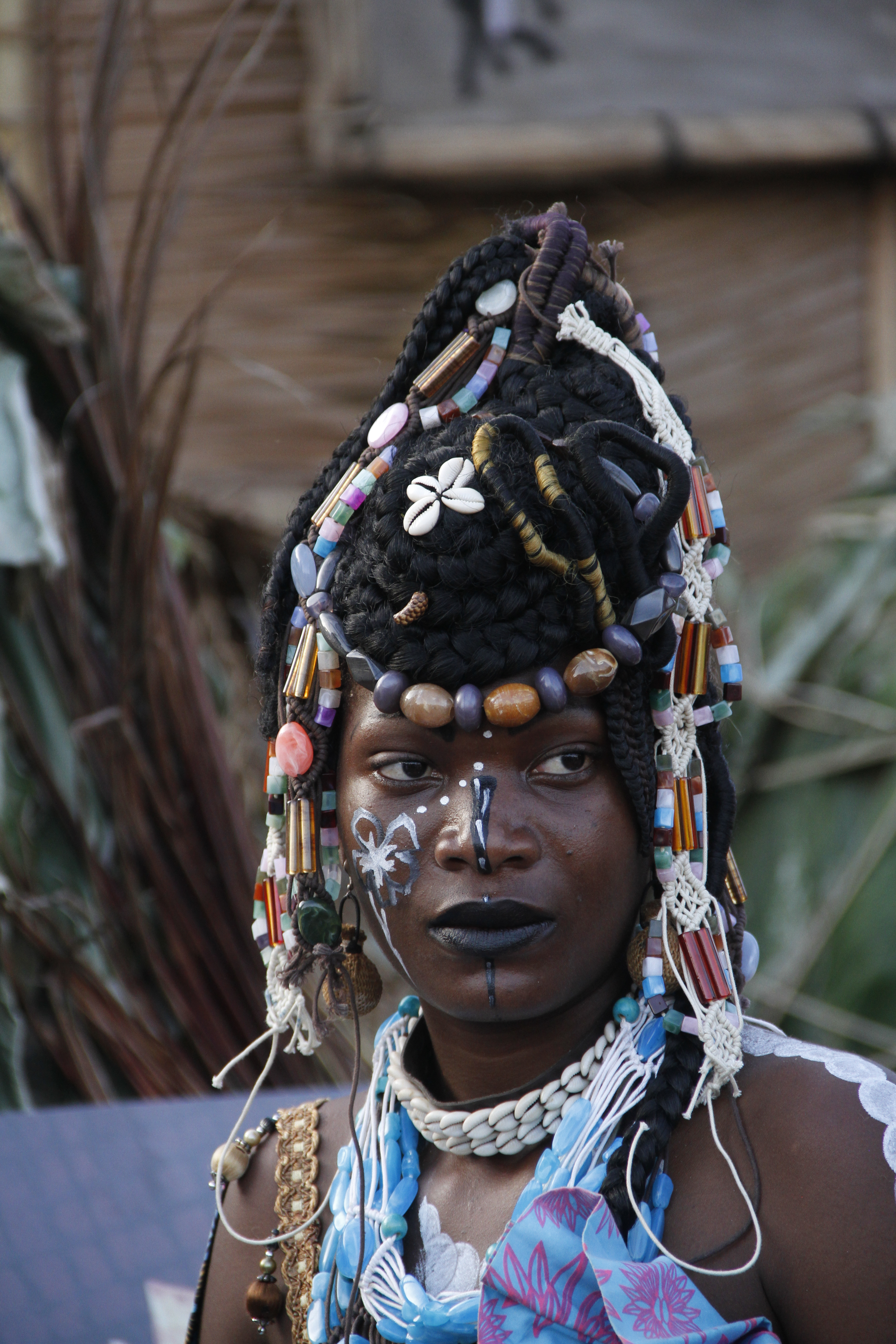
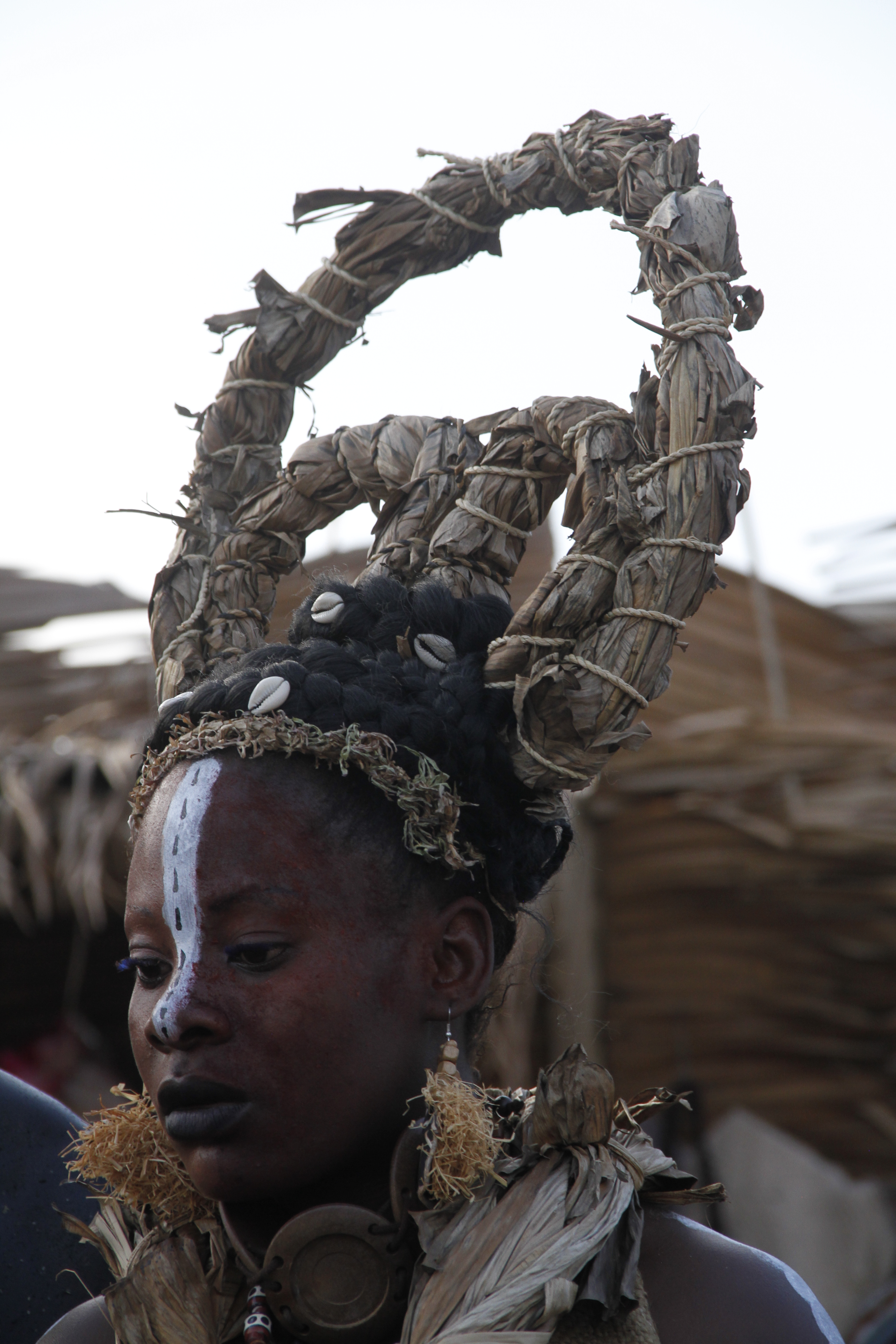
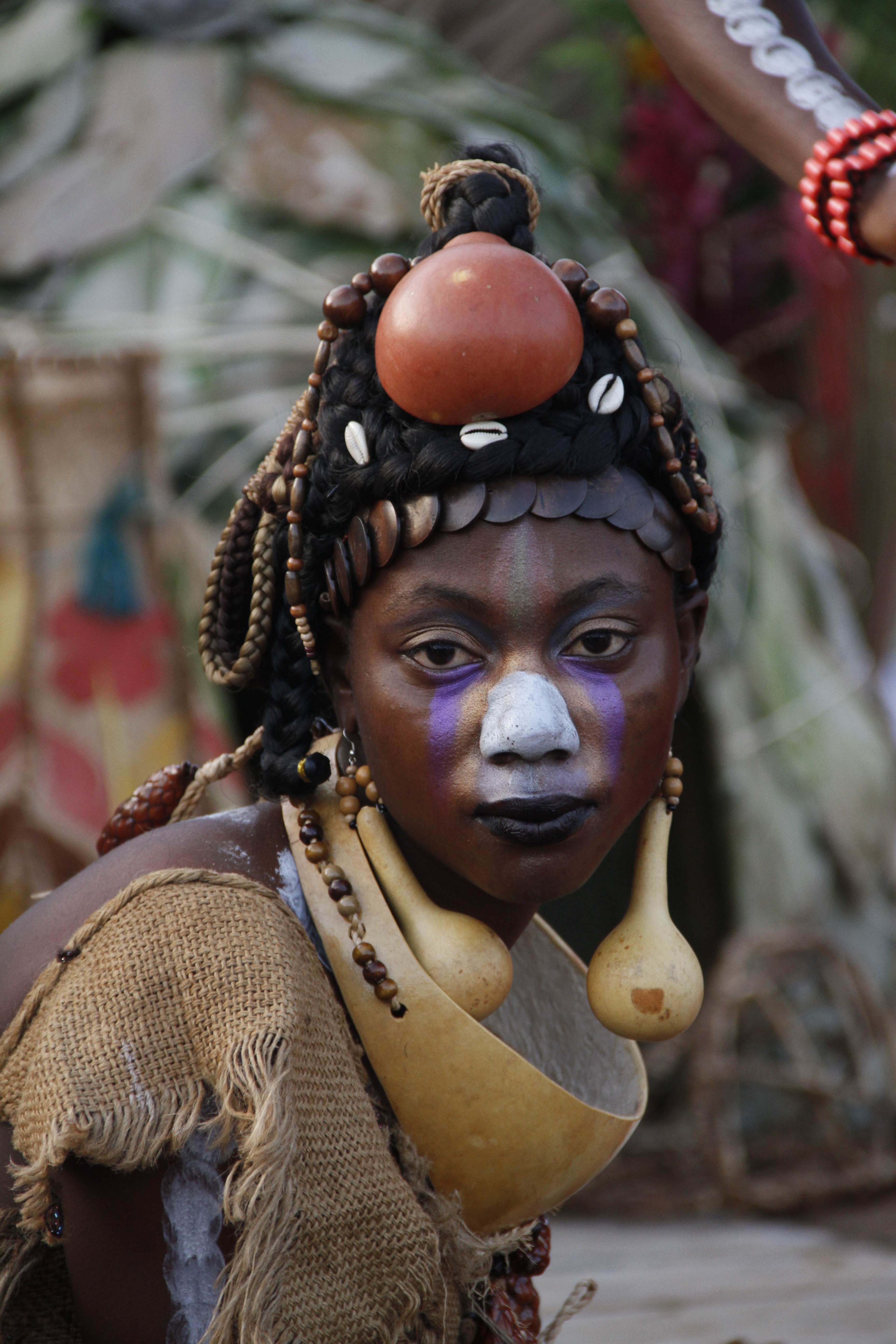
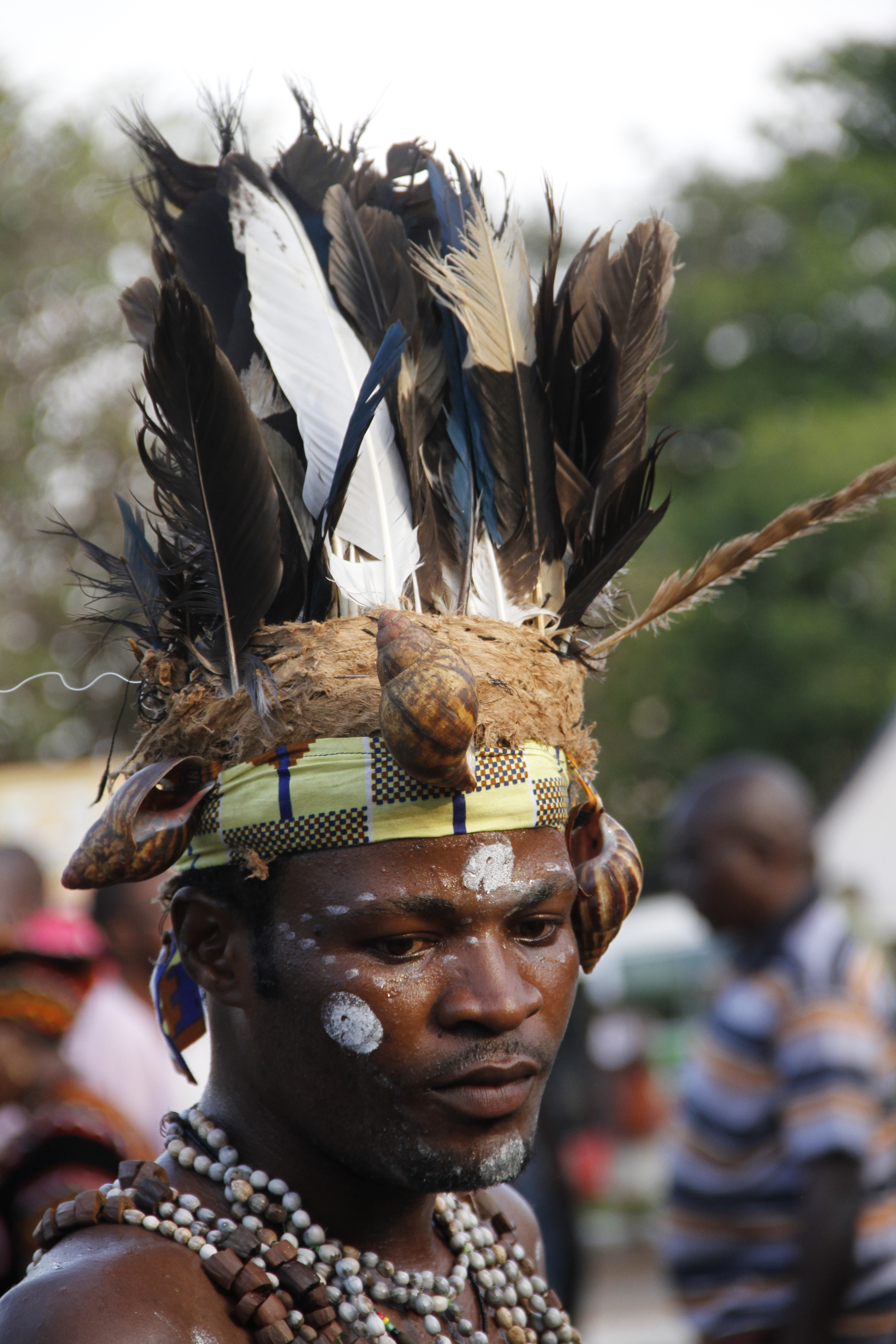

### Artisanat des régions du Nord
L'artisanat de la région du Nord au Cameroun est riche en diversité et en savoir-faire traditionnel. Les artisans locaux se distinguent par leur maîtrise de techniques telles que le tissage, la poterie, la vannerie et la sculpture sur bois. Les objets artisanaux du Nord sont souvent caractérisés par des motifs géométriques et abstraits, ainsi que par l'utilisation de matériaux tels que le raphia, le cuir, le bois et l'argile.
Les artisans du Nord sont renommés pour leurs habillements traditionnels tels que les tenues en bazin, les foulards, les chapeaux et les bijoux en perles. Les tisserandes de la région produisent également des tissus en coton colorés, connus sous le nom de "foulbé". La poterie est une autre forme d'artisanat emblématique de la région, avec des poteries utilitaires telles que les jarres, les cruches et les bols, souvent décorées de motifs gravés ou peints à la main.

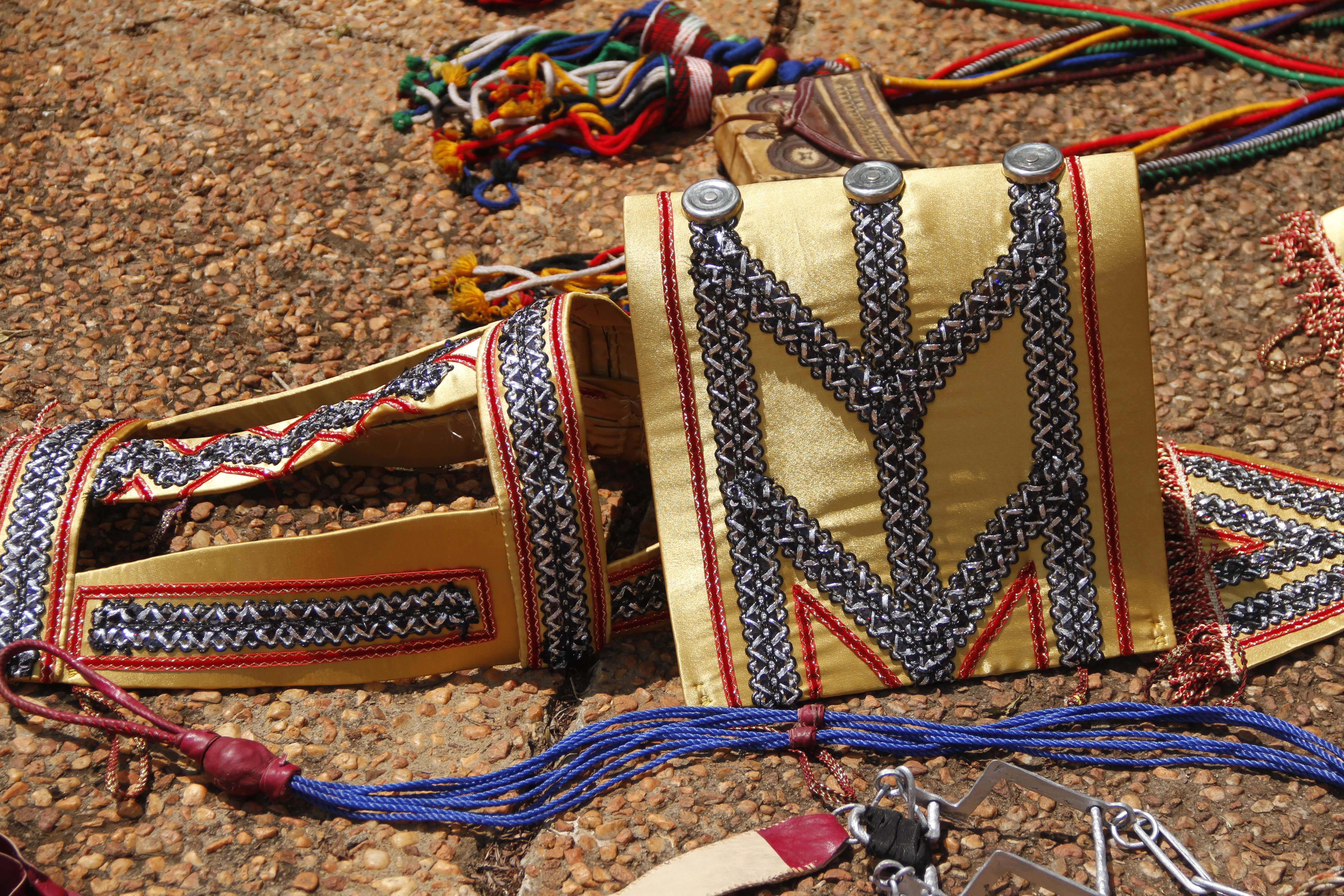
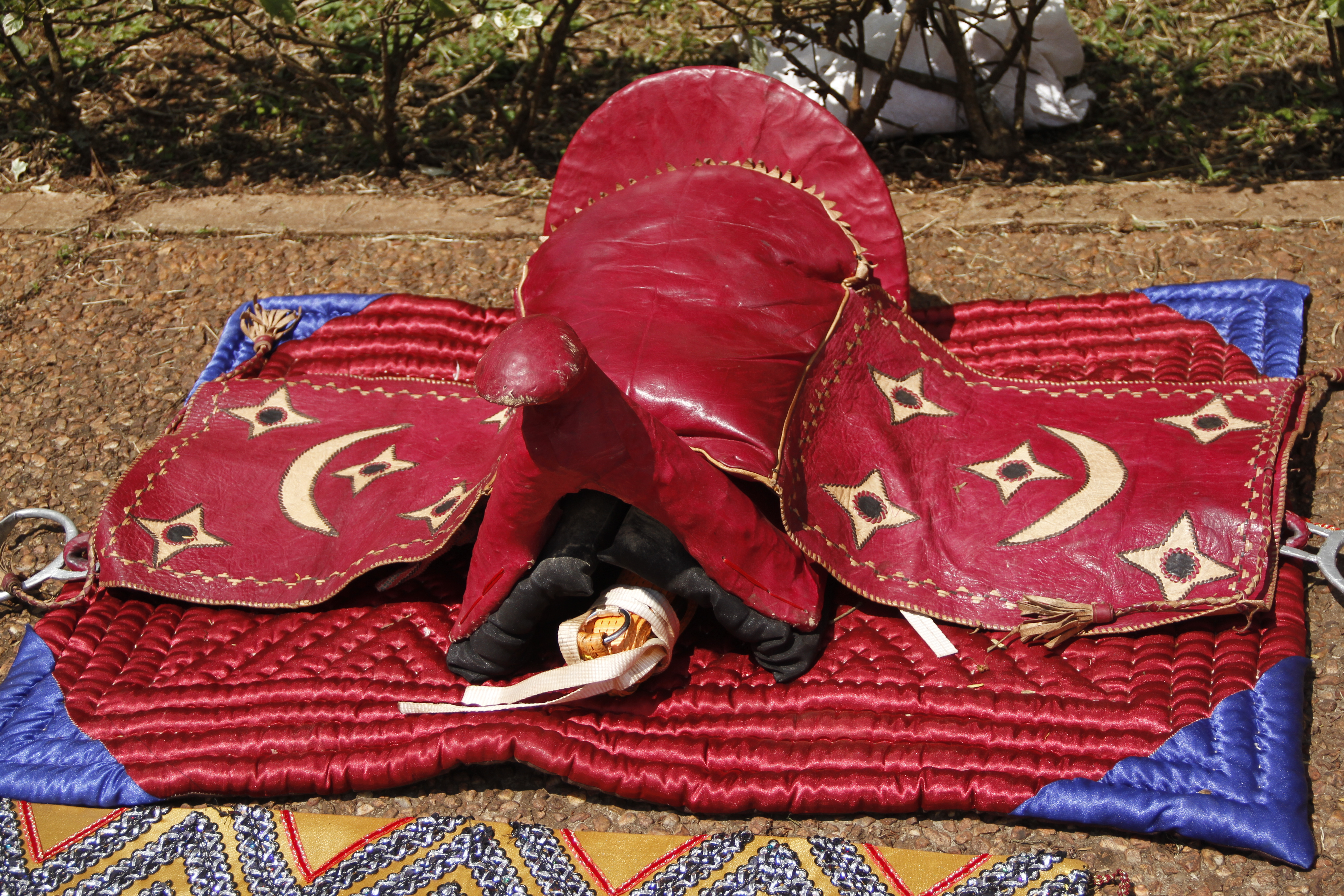
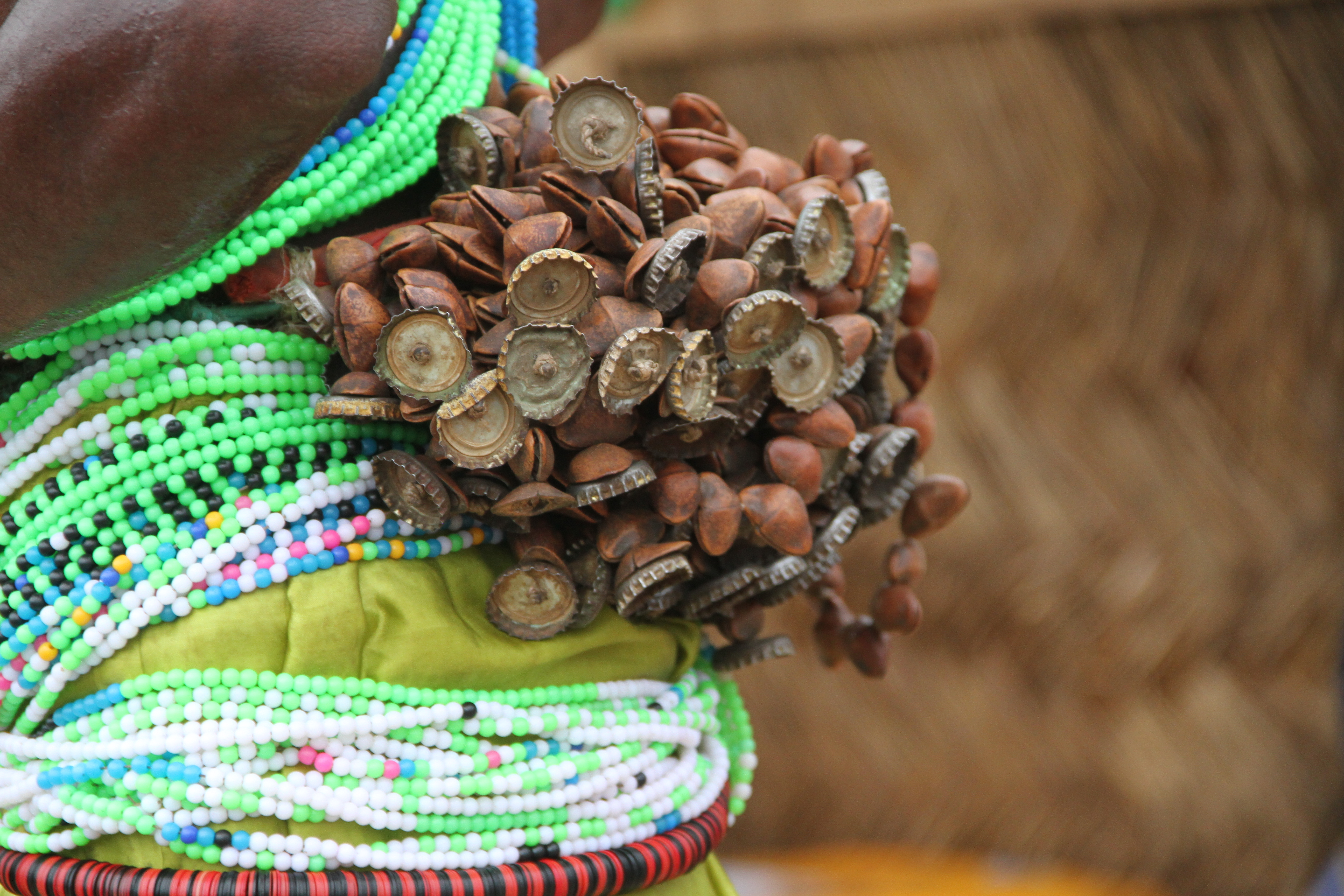
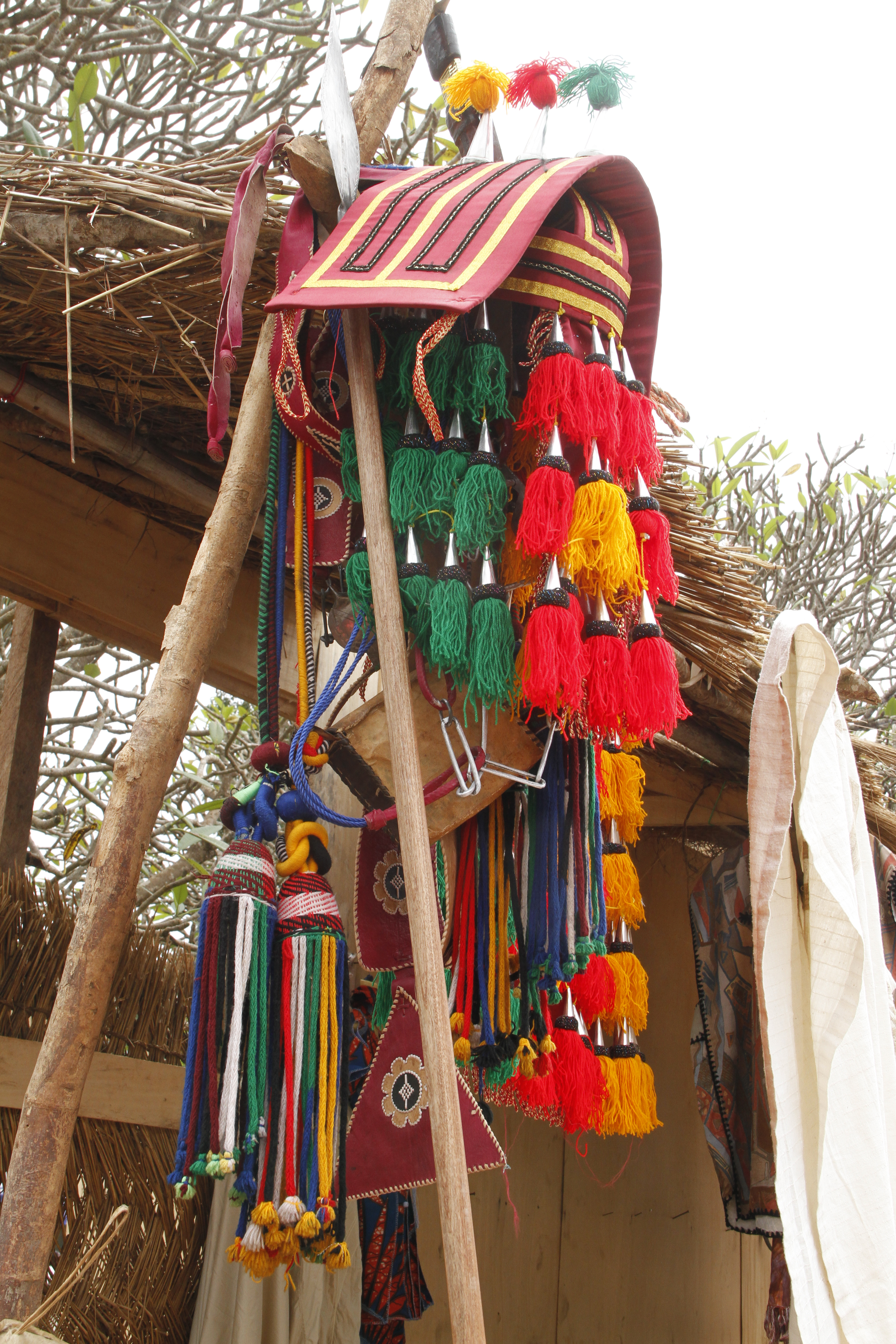
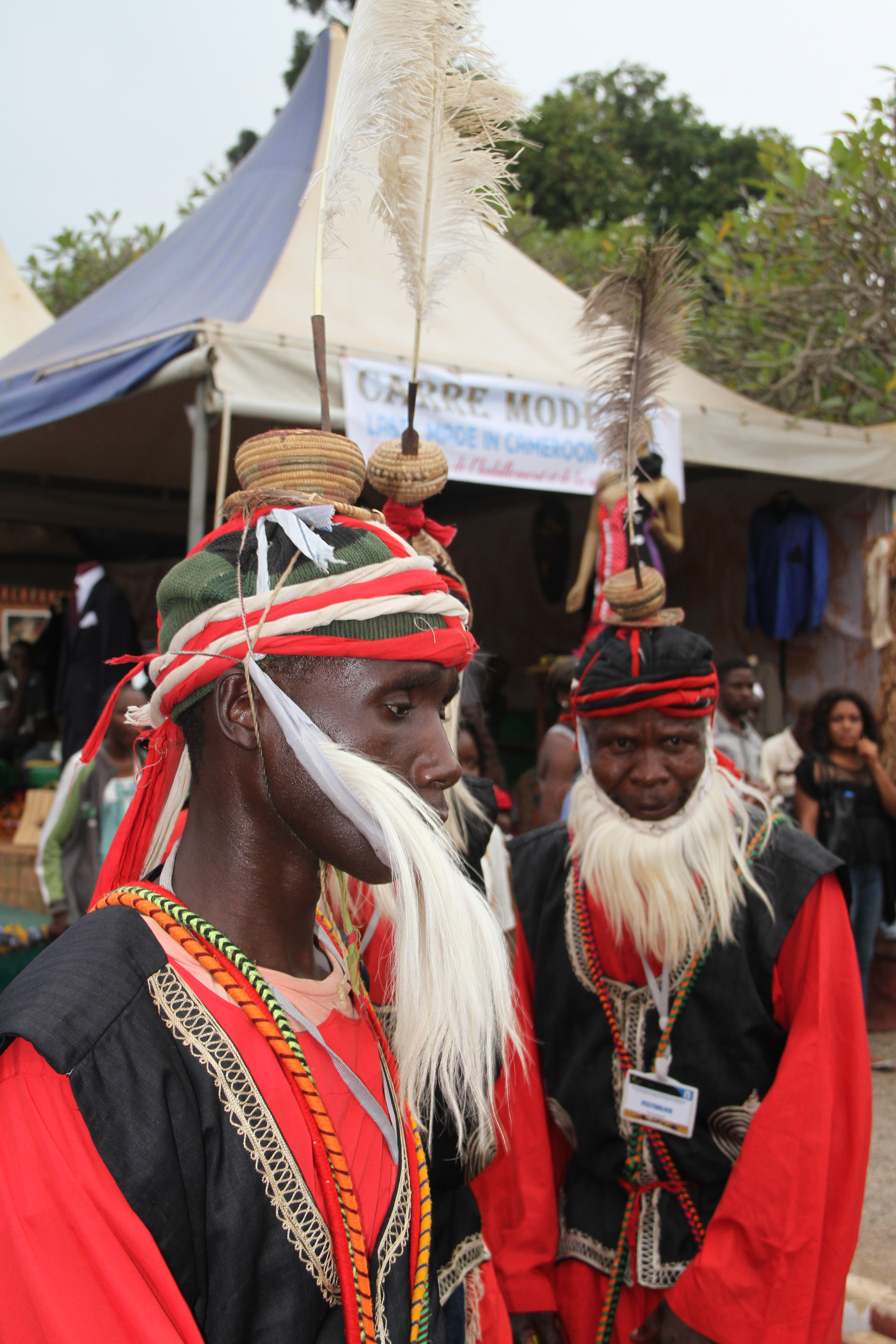
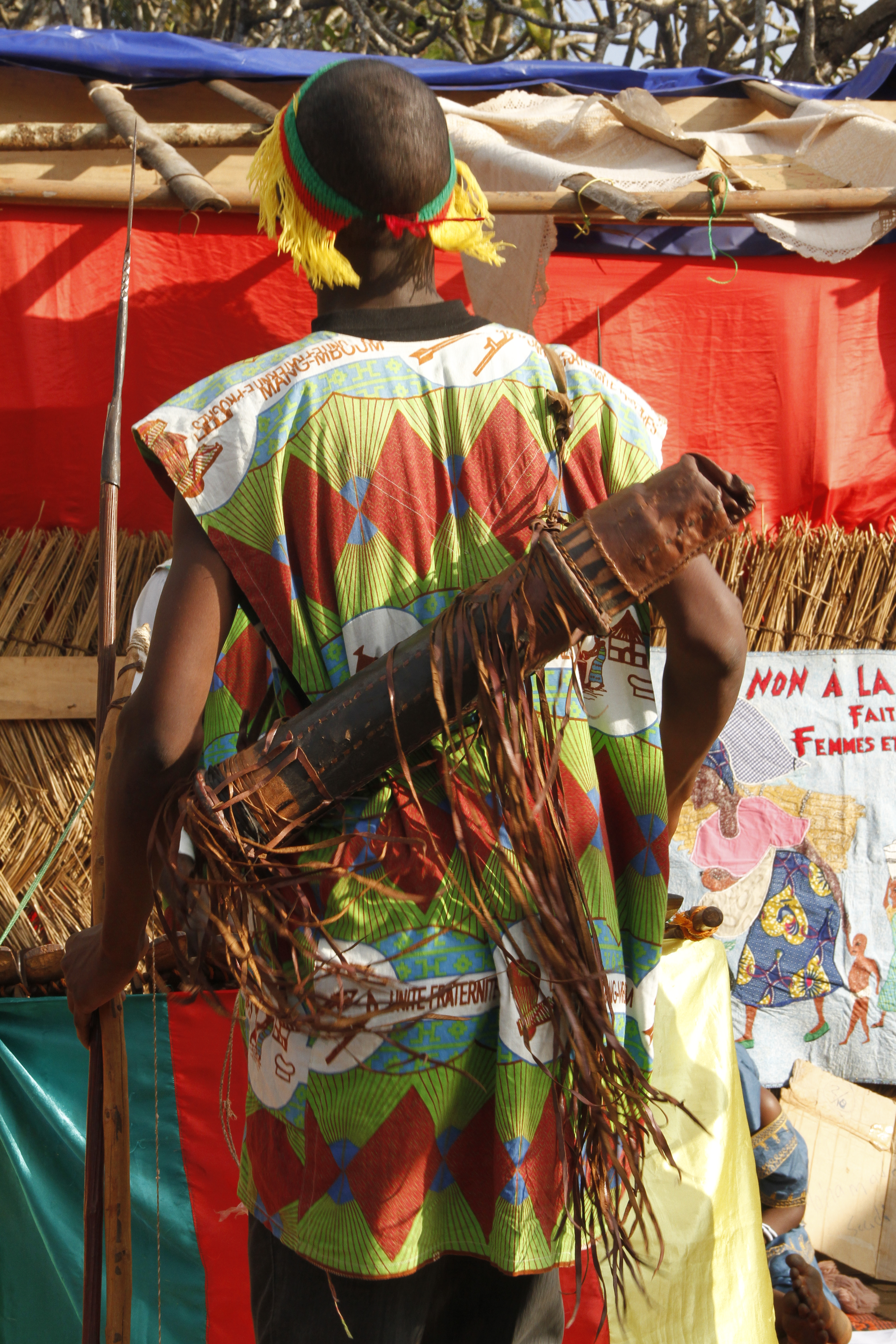
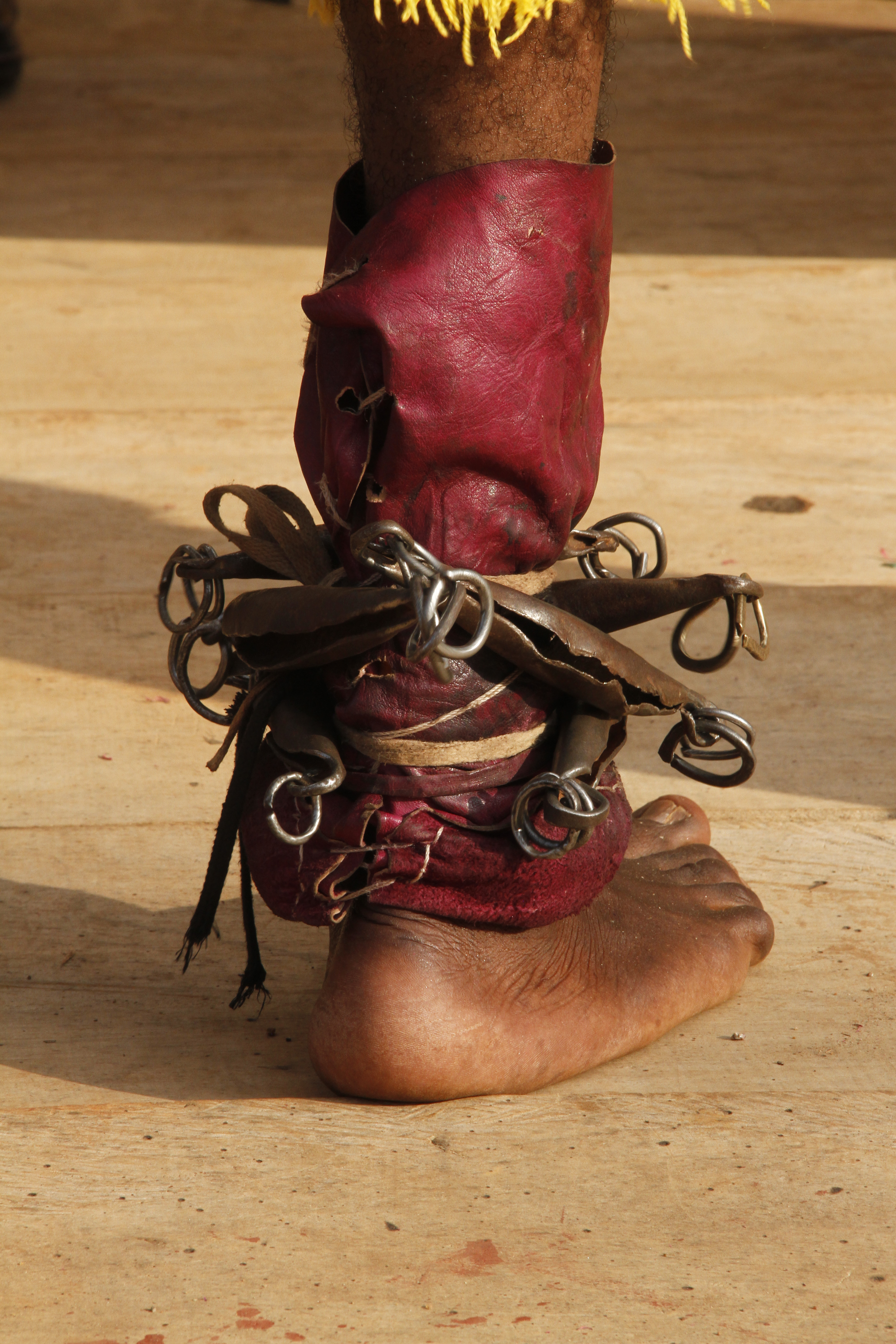
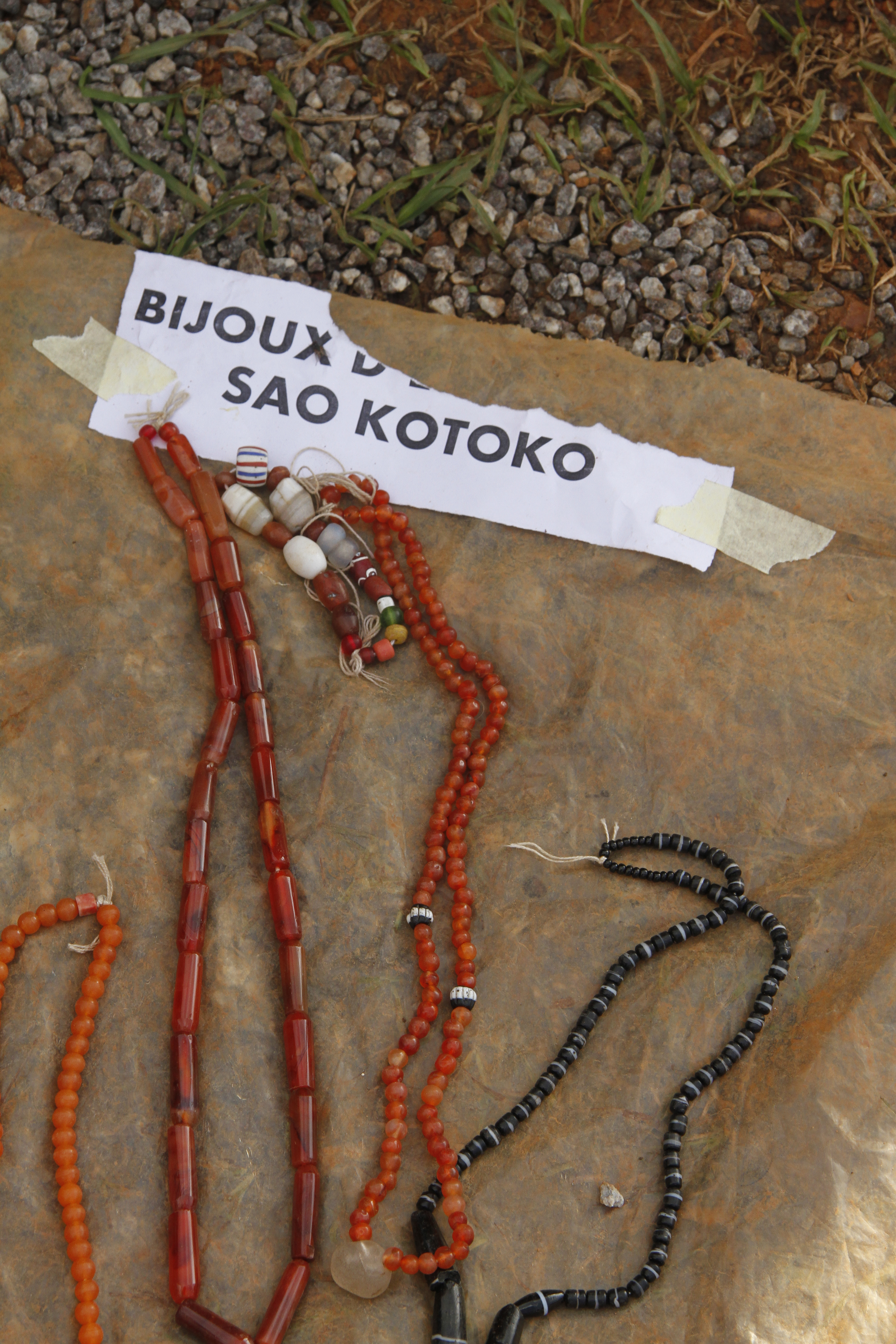

### Artisanat des régions de l'Ouest
Les régions de l'Ouest du Cameroun sont réputées pour leur artisanat, qui reflète la diversité ethnique de la région. Les artisans de l'Ouest sont renommés pour leur maîtrise des techniques de tissage, de vannerie, de sculpture sur bois et de poterie.
Le tissage est une forme d'artisanat très développée dans la région de l'Ouest. Les tisserandes produisent des tissus traditionnels colorés tels que les bandes tissées Fumban et les "toghu", qui sont utilisés pour confectionner des vêtements et des accessoires.

La vannerie est une autre compétence notable de la région, où les artisans créent des paniers, des nattes et des chapeaux en utilisant des fibres de raphia. La poterie de l'Ouest est également hautement appréciée, notamment pour les pots utilitaires, les cruches et les sculptures en terre cuite.

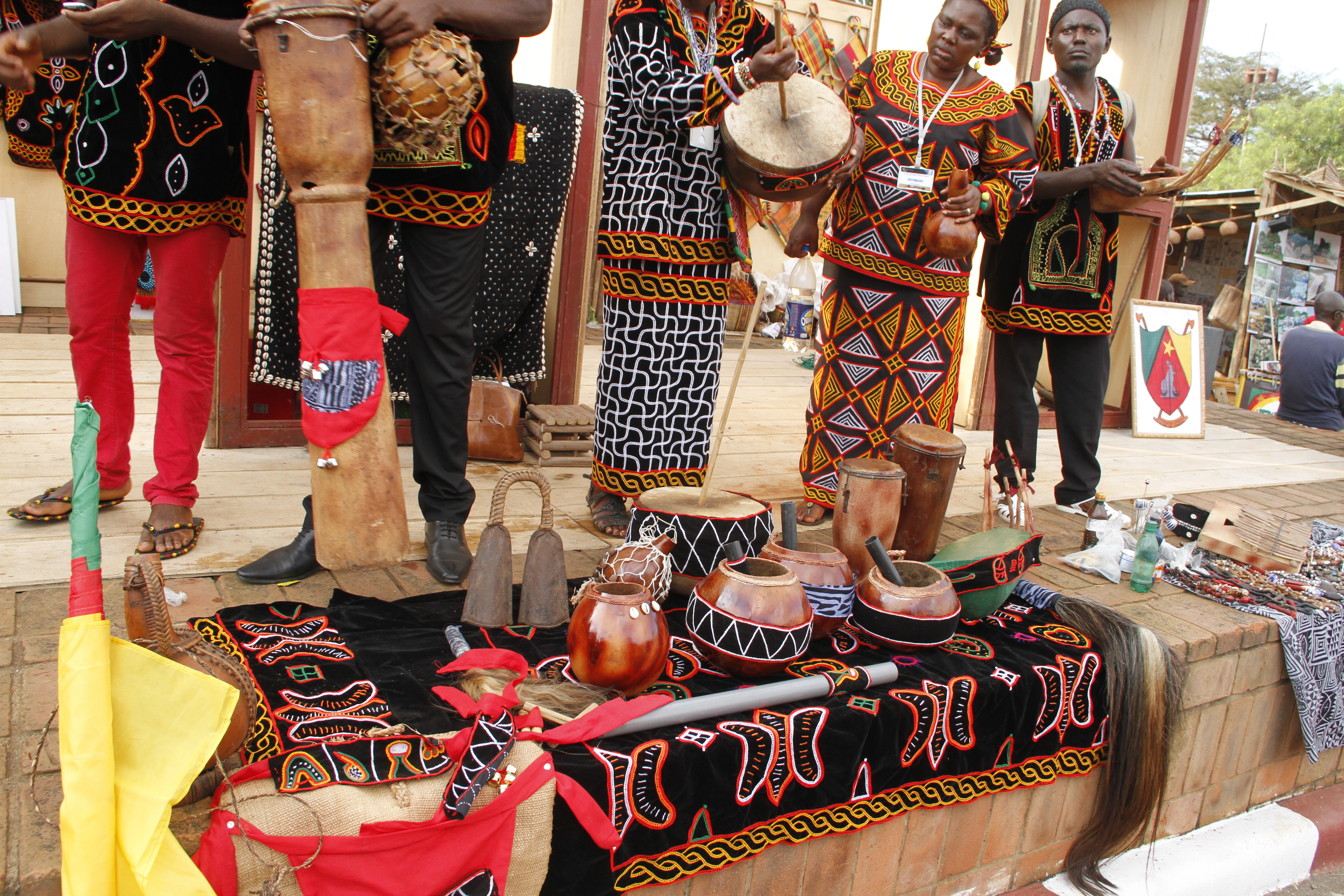
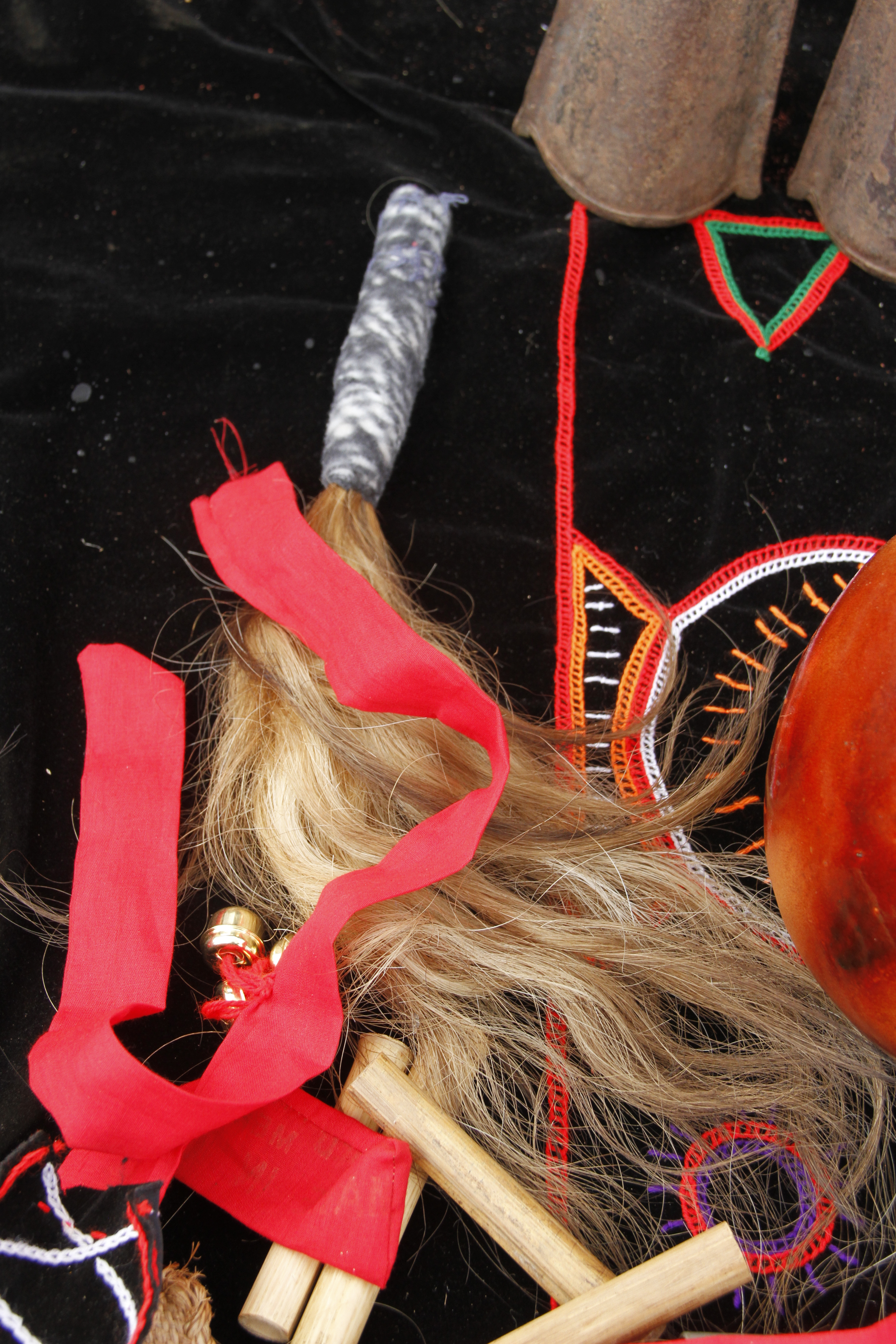
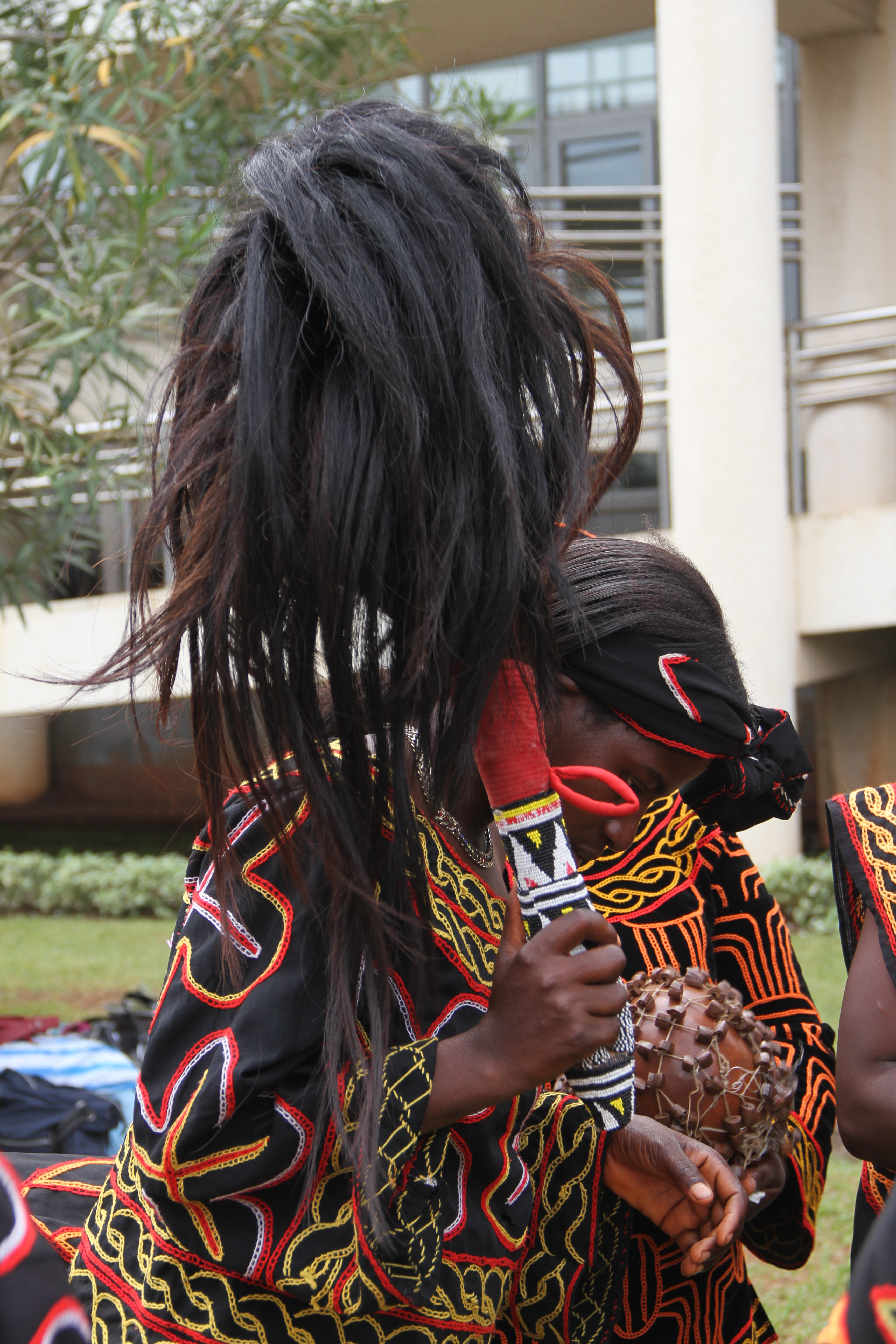
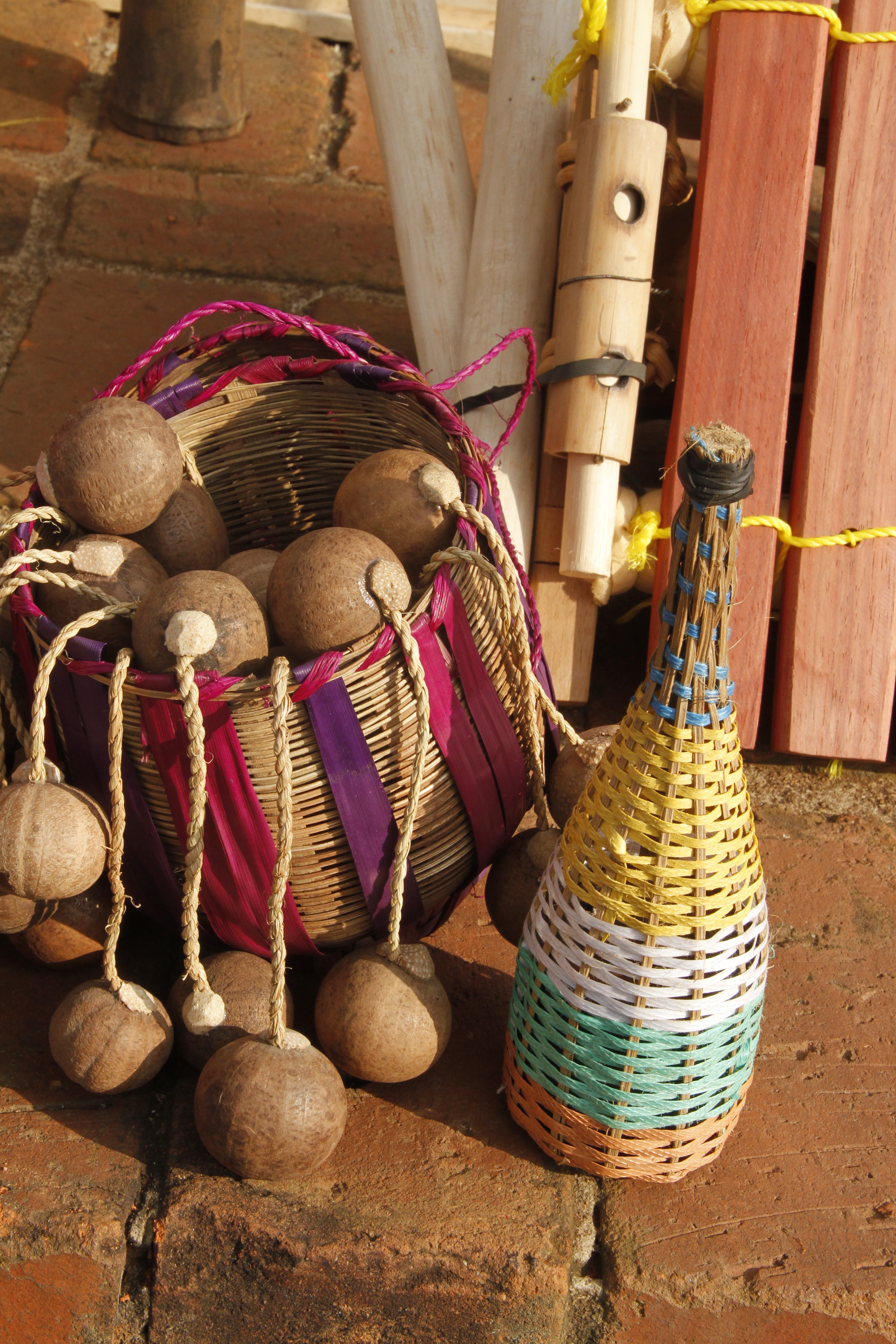

### Artisanat des régions du Littoral
L'artisanat de la région du Littoral au Cameroun est une expression artistique dynamique et diversifiée qui reflète la créativité et l'identité culturelle de la région. Les artisans locaux sont réputés pour leur maîtrise de différentes techniques traditionnelles, telles que la sculpture, la vannerie, la poterie et le tissage. La sculpture occupe une place de choix dans l'artisanat du Littoral. Les artisans utilisent des matériaux tels que le bois, l'ivoire végétal et la corne pour créer des sculptures représentant des figures humaines, des animaux, des masques et des objets décoratifs. Les sculptures du Littoral se distinguent par leur esthétique élégante, leurs lignes épurées et leur symbolisme profondément enraciné dans la culture locale. La vannerie est également très développée dans la région. Les artisans tressent des fibres végétales, telles que le raphia et les feuilles de palmier, pour confectionner une variété d'objets, tels que des paniers, des nattes, des chapeaux et des sacs. Ces objets artisanaux sont souvent ornés de motifs colorés et complexes, reflétant la richesse de l'héritage culturel du Littoral.

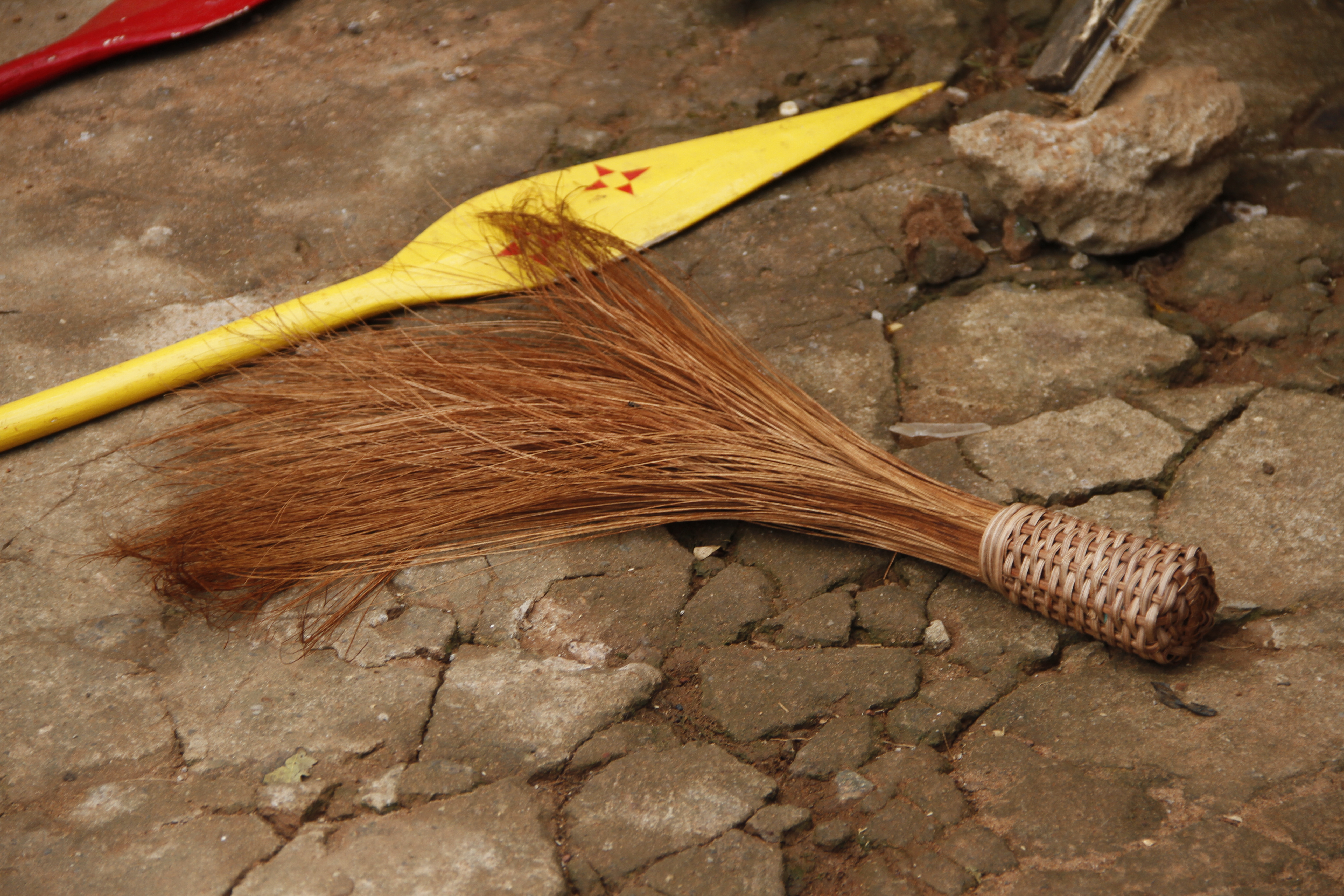
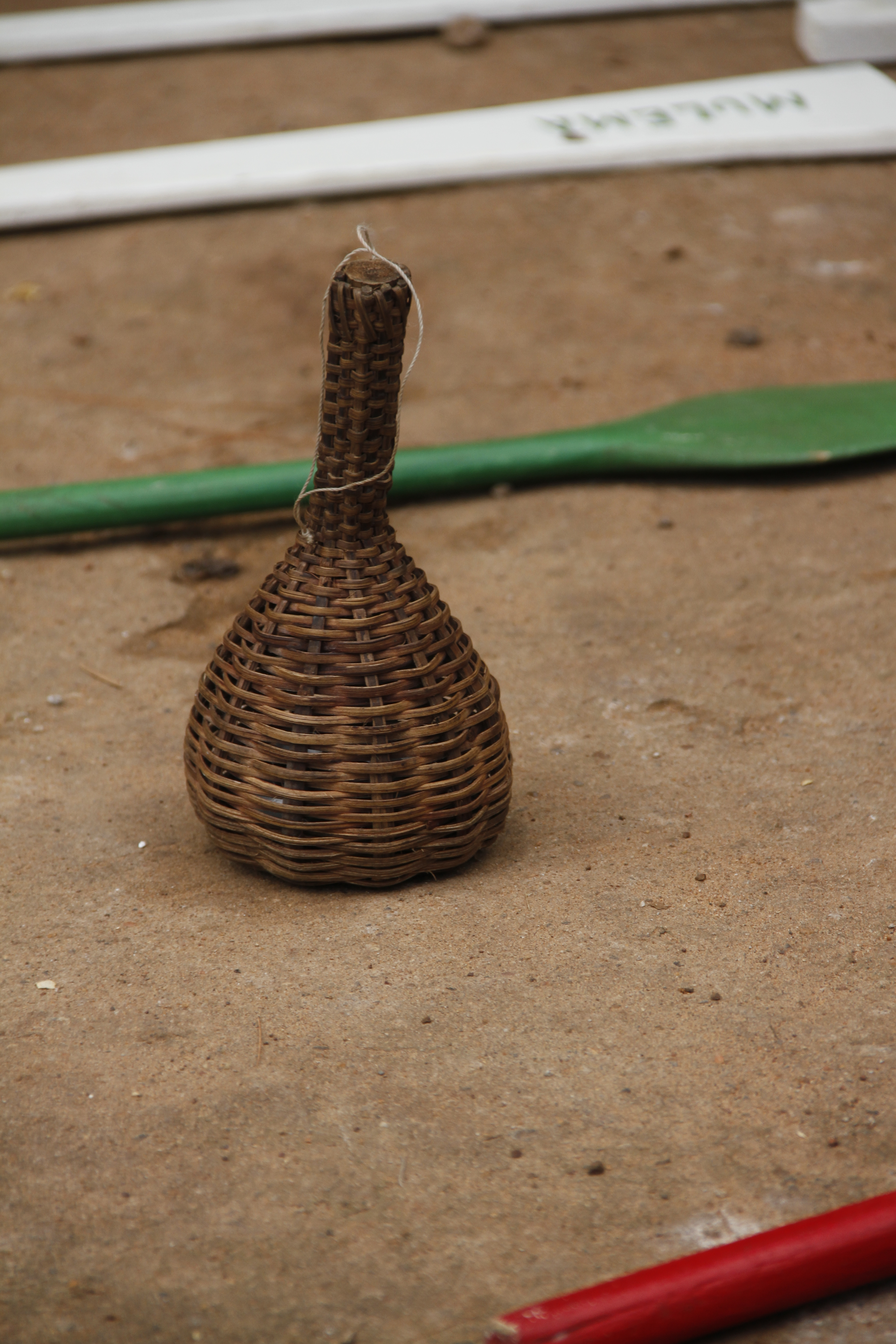

### Artisanat des régions du Est
L'artisanat de la région de l'Est au Cameroun est un véritable reflet de la riche diversité culturelle présente dans la région. Les artisans locaux sont connus pour leur maîtrise de différentes techniques traditionnelles, telles que la sculpture sur bois, la vannerie, la poterie et le travail des fibres végétales. La sculpture sur bois occupe une place centrale dans l'artisanat de l'Est.

Les artisans travaillent avec habileté le bois pour créer des sculptures représentant des figures humaines, des animaux et des symboles culturels. Les détails minutieux et les motifs décoratifs témoignent du talent et de la créativité des artisans de la région. La vannerie est également une compétence artisanale très développée dans l'Est du Cameroun. Les artisans utilisent des fibres végétales, telles que le raphia et les feuilles de palmier, pour créer des paniers, des nattes et des chapeaux, qui sont à la fois fonctionnels et esthétiques. Ces objets artisanaux sont souvent ornés de motifs géométriques ou de symboles culturels spécifiques à la région.

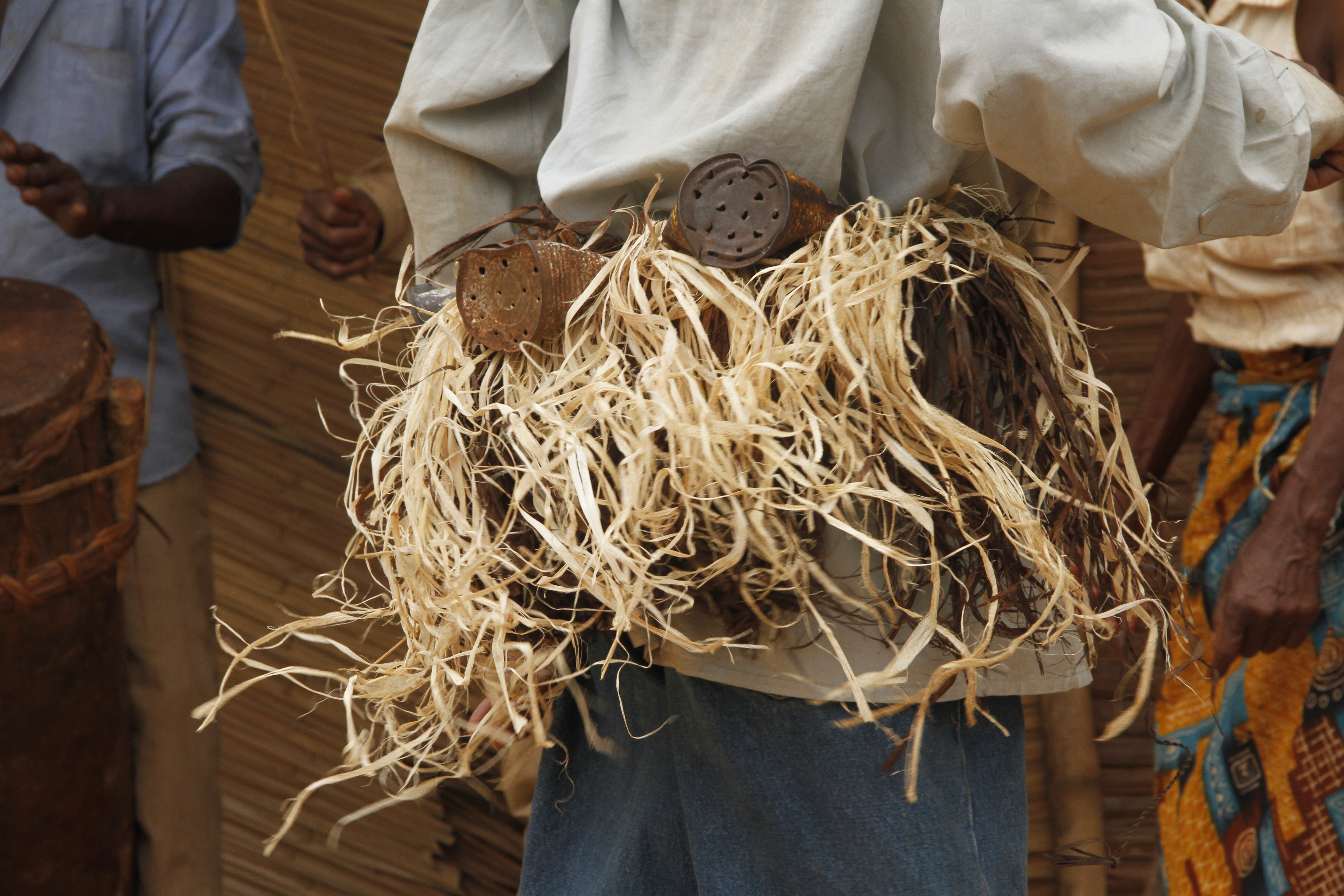
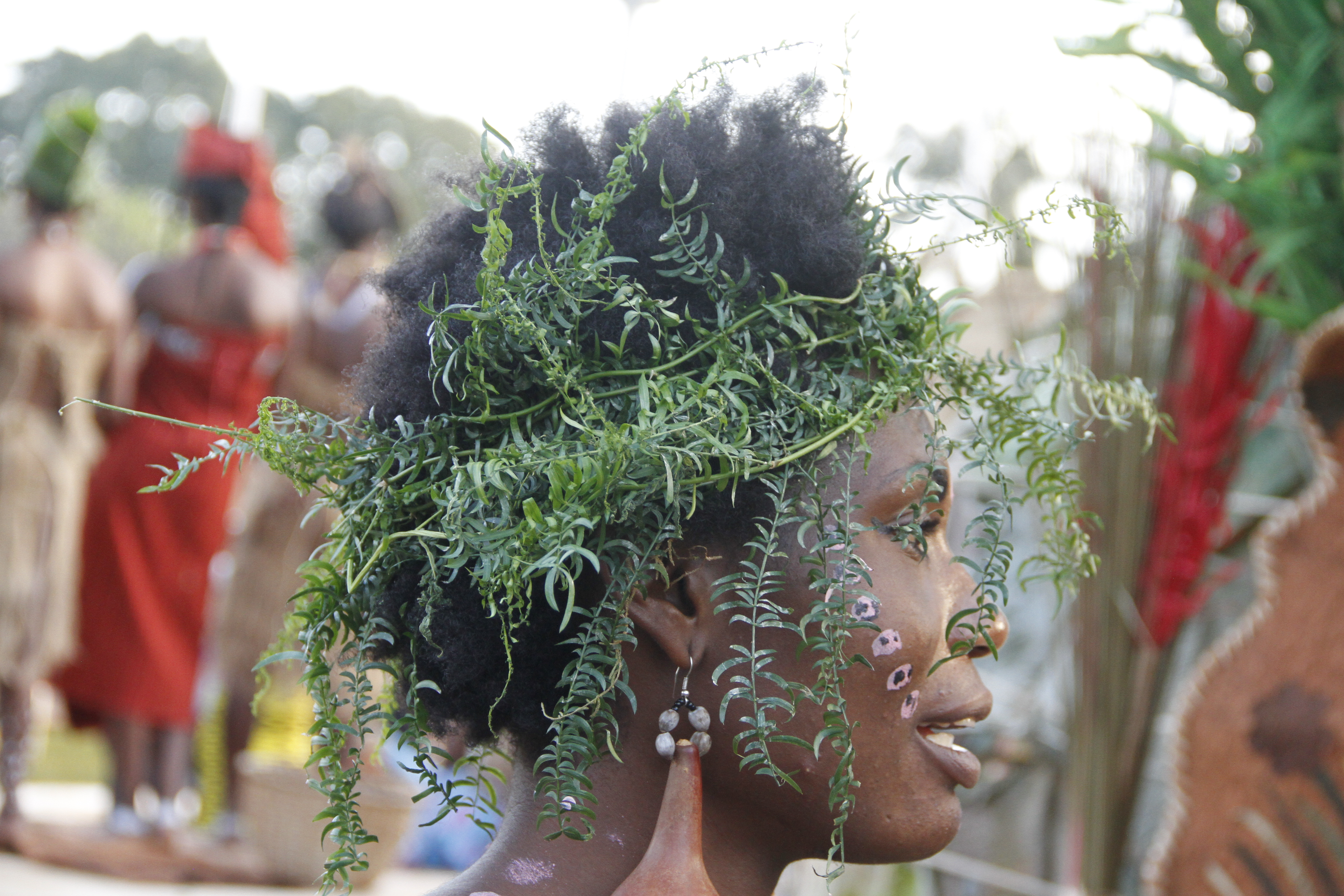
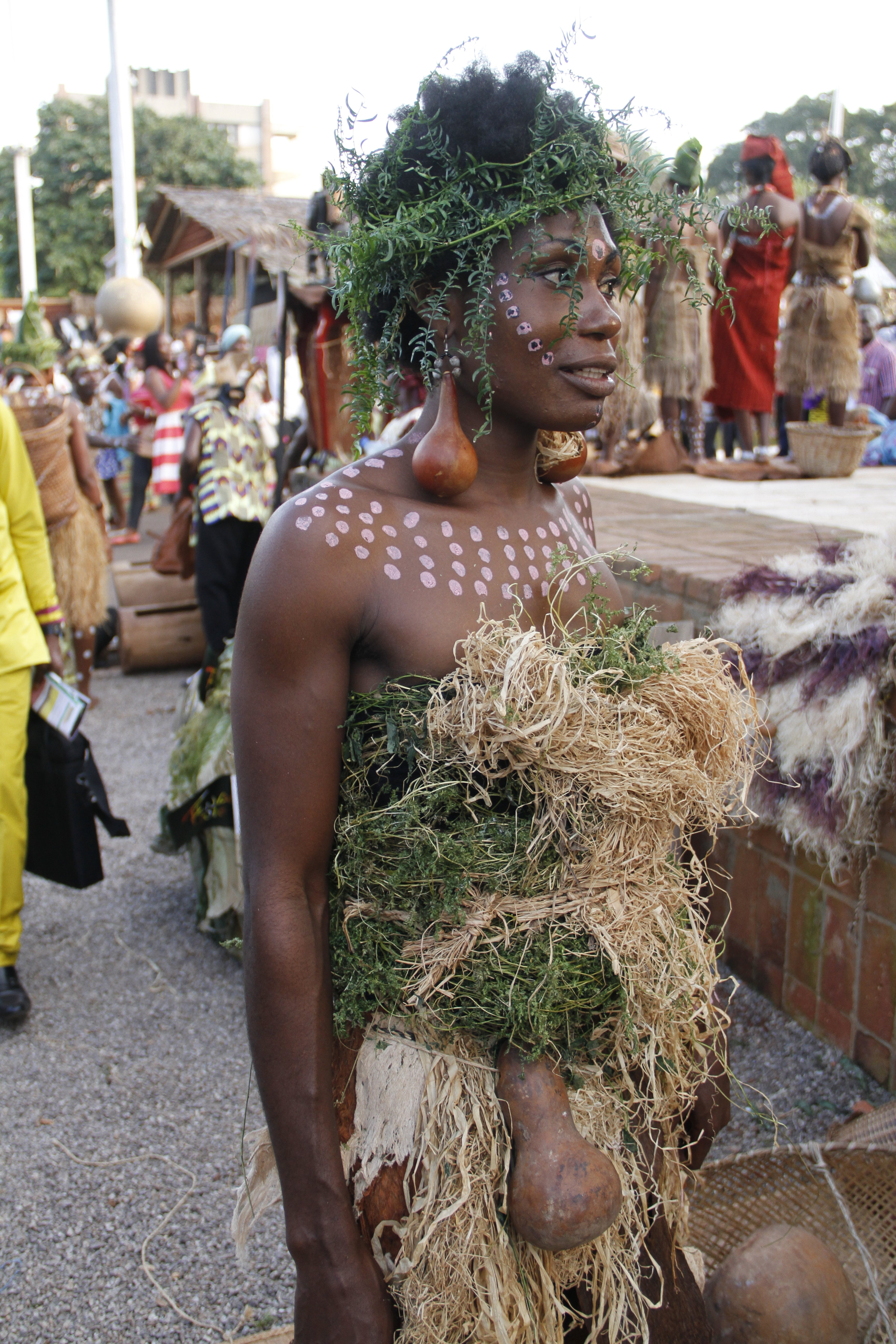

L'artisanat dans les régions du Nord, du Sud, de l'est et de l'Ouest du Cameroun reflète la diversité des groupes ethniques et des traditions culturelles présentes dans ces régions. Ces formes d'artisanat uniques sont un témoignage vivant de l'identité et de l'histoire des communautés locales, tout en contribuant à la préservation et à la valorisation du patrimoine culturel camerounais.

## Artisanat contemporain au Cameroun
L'artisanat contemporain au Cameroun a suivi une trajectoire intéressante, combinant les techniques traditionnelles avec les influences et les tendances modernes. Les artisans ont adapté et modernisé leurs méthodes de travail pour répondre aux préférences et aux besoins de clients contemporains. De nouvelles expressions artistiques et de nouveaux styles ont émergé, reflétant ainsi l'évolution de la société camerounaise tout en préservant les traditions artisanales.

## Préservation et pérennité des traditions artisanales
L'artisanat joue un rôle économique essentiel au Cameroun, tant au niveau local que national. Il offre des opportunités d'emplois et de revenus pour de nombreux artisans et communautés, favorisant ainsi le développement économique et la réduction de la pauvreté. L'article explore la contribution de l'artisanat à l'économie locale et met en avant le développement des coopératives et des initiatives communautaires qui soutiennent cette industrie.

### Rôle des associations et organisations de préservation
La préservation des traditions artisanales est d'une importance capitale pour assurer la continuité et la transmission des savoir-faire. Les associations et les organisations de préservation jouent un rôle essentiel dans la sauvegarde et la valorisation de l'artisanat camerounais.
La formation et la transmission des savoir-faire aux générations futures sont essentielles pour préserver les techniques et les traditions artisanales.

## Artisans et maîtres artisans notables

### Profils des artisans d'exception

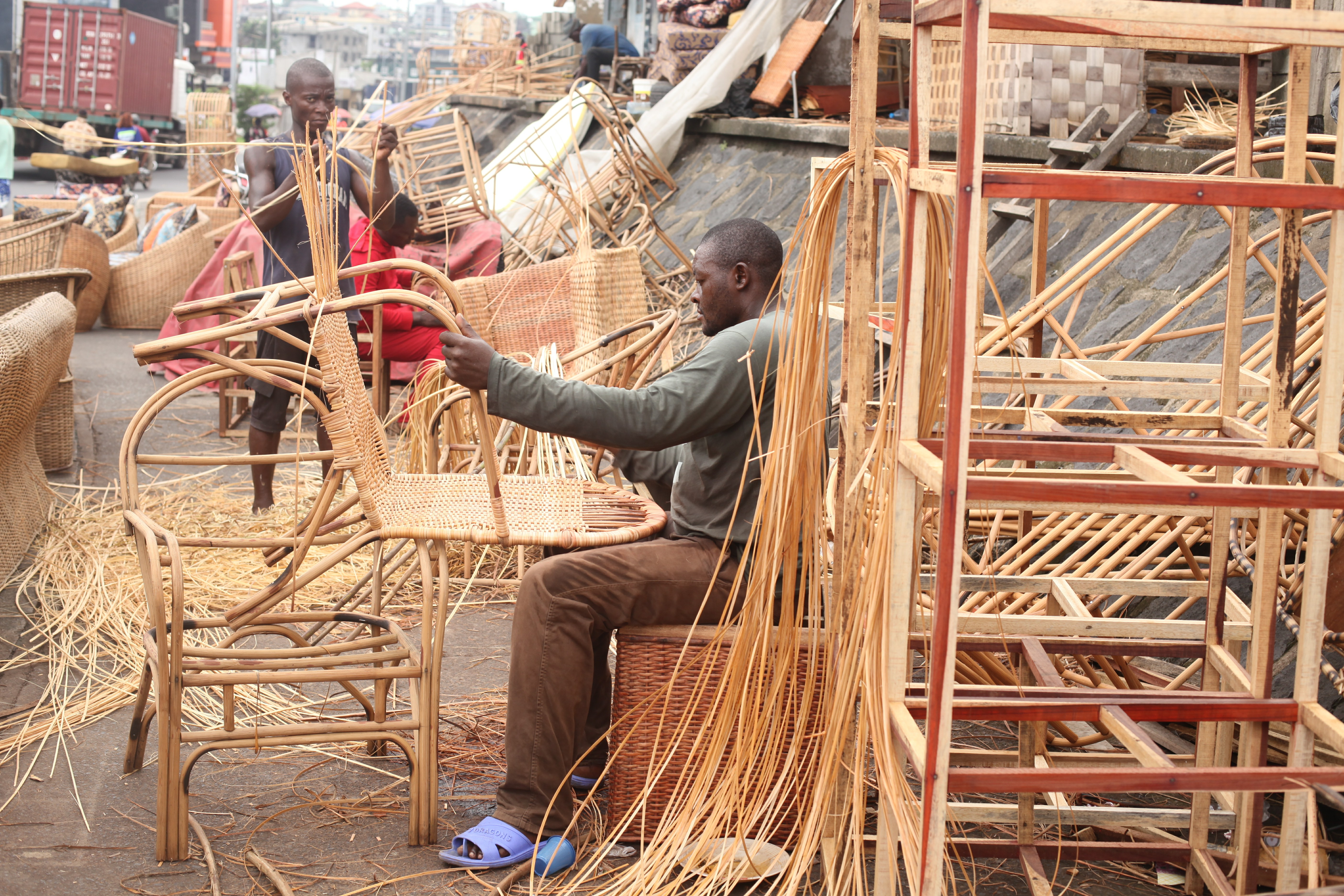
ARTISAN TISSERON DE ROTIN
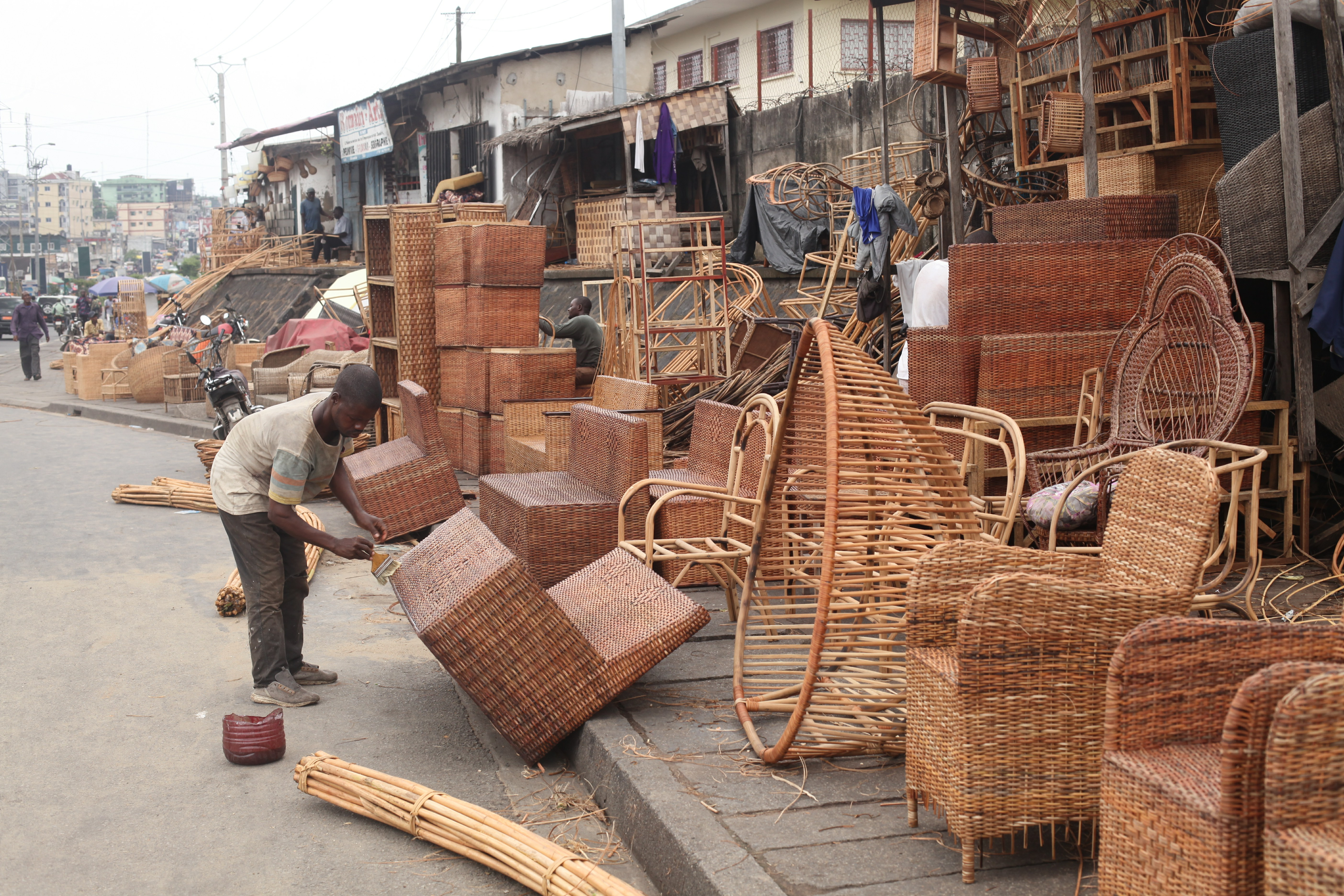
ARTISAN TISSERON DE ROTIN
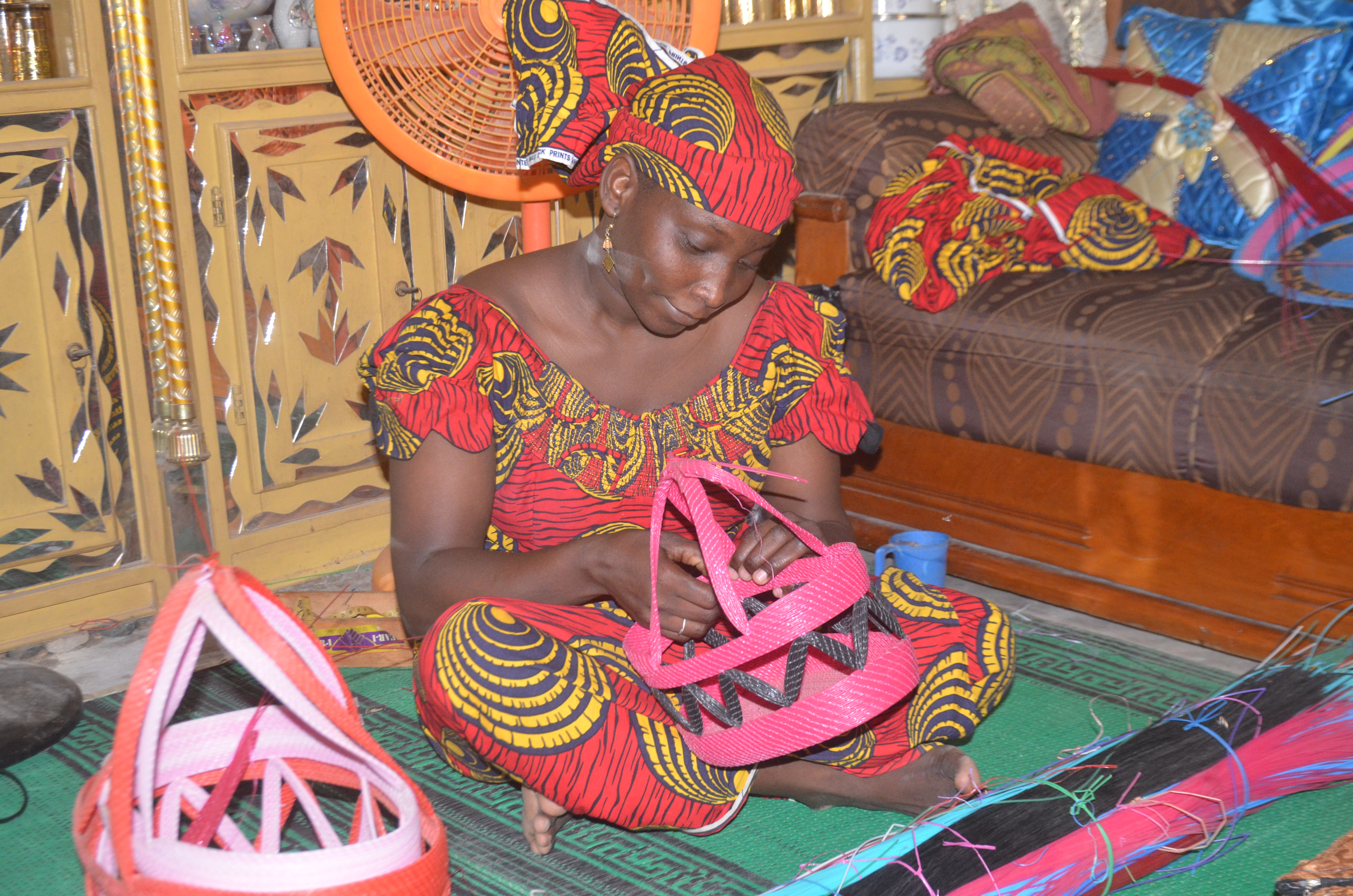
Artisane des paniers
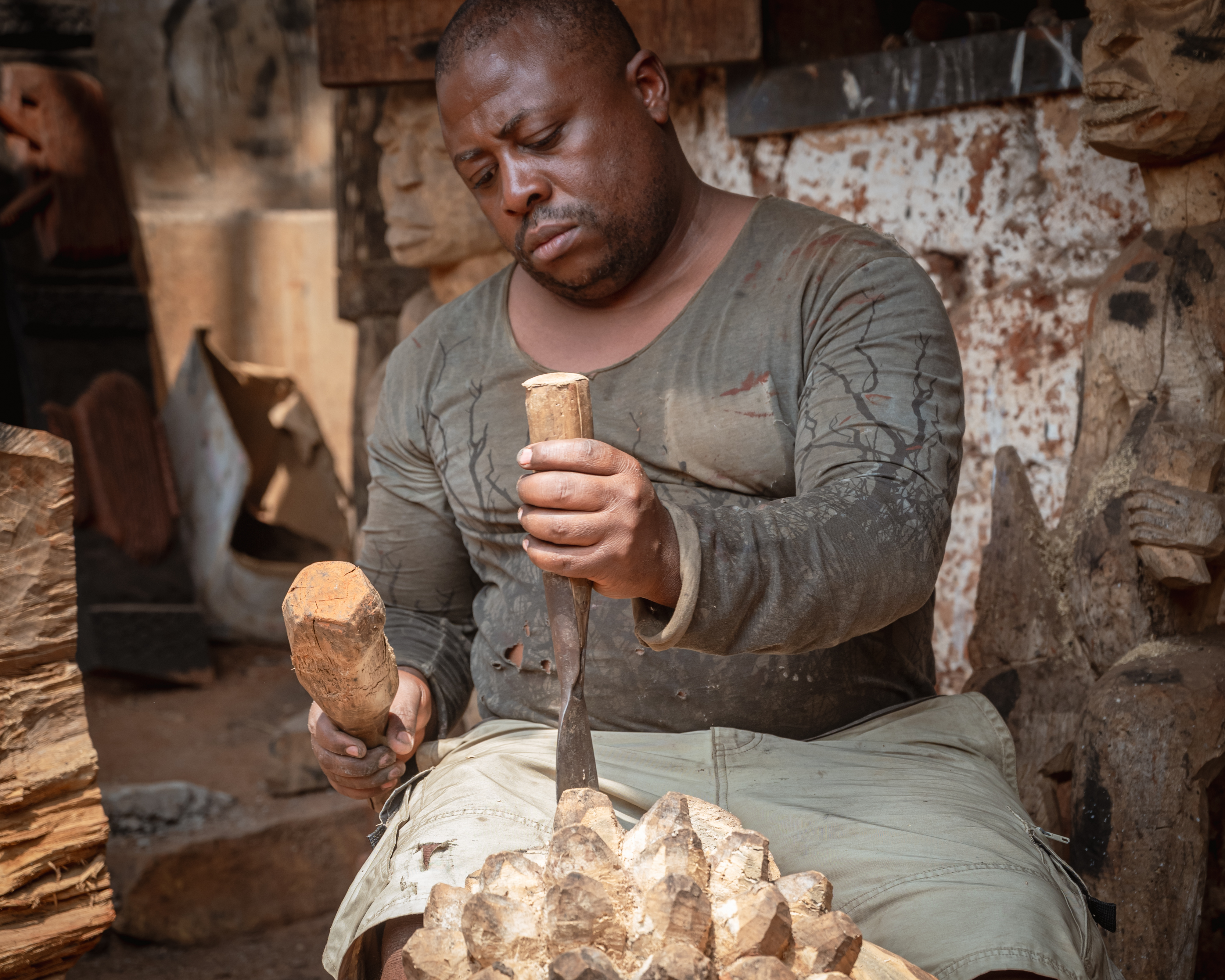
Artisan sculptant une oeuvre
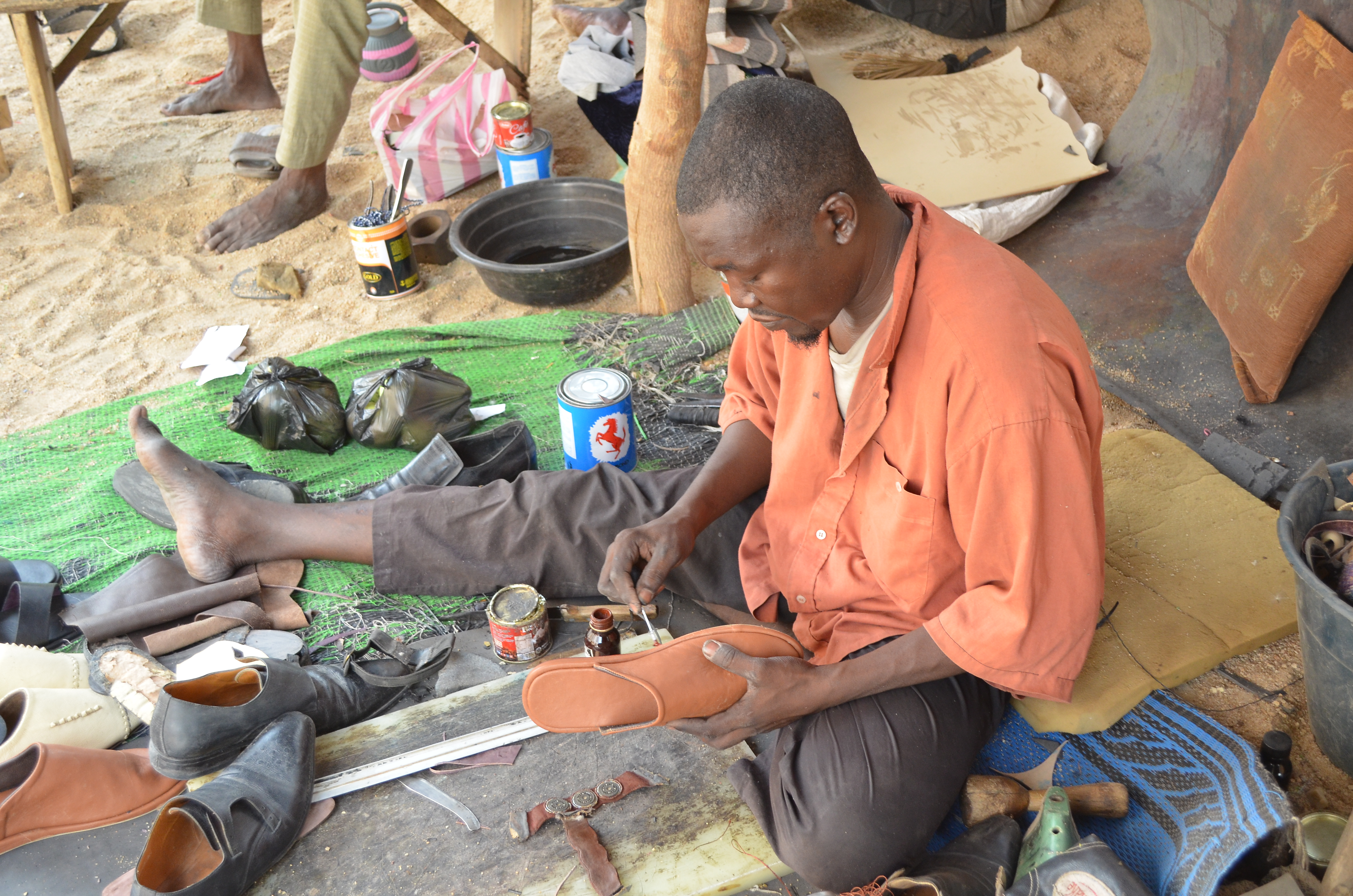
Artisan des babouche cuire

Le Cameroun compte un grand nombre d'artisans talentueux, certains d'entre eux étant même reconnus à l'échelle nationale et internationale. L'article présente certains profils d'artisans d'exception, mettant en évidence leur expertise, leur créativité et leur contribution à l'artisanat camerounais. Il souligne également le rôle des artisans en tant que gardiens du patrimoine vivant du pays.

## Artisanat et tourisme
L'artisanat camerounais constitue une attraction touristique majeure. Les visiteurs sont souvent attirés par la beauté et l'authenticité des créations artisanales. Le tourisme artisanal permet aux visiteurs de découvrir les techniques, les matériaux et les traditions propres à chaque région du Cameroun. Les marchés et les festivals artisanaux offrent une occasion unique d'apprécier et d'acquérir des produits artisanaux directement des artisans.
- Tourisme au Cameroun
- Liste du patrimoine mondial au Cameroun
- Liste de monuments du Cameroun
- Liste des cathédrales du Cameroun
- Liste de musées au Cameroun
- Liste des aires protégées du Cameroun
- Liste des sites touristiques de l'ouest Cameroun
- Liste des écorégions du Cameroun

## Perspectives pour l'artisanat camerounais
L'article explore les défis et les opportunités auxquels sont confrontés les artisans camerounais. Il examine les moyens de valoriser et de promouvoir l'artisanat, ainsi que son potentiel continu en tant que catalyseur de développement économique et culturel. En outre, il souligne l'importance et l'impact durable de l'artisanat et de la tradition dans le paysage culturel et social du Cameroun.